# Biserica Sfântul Ioan Botezătorul din Olănești

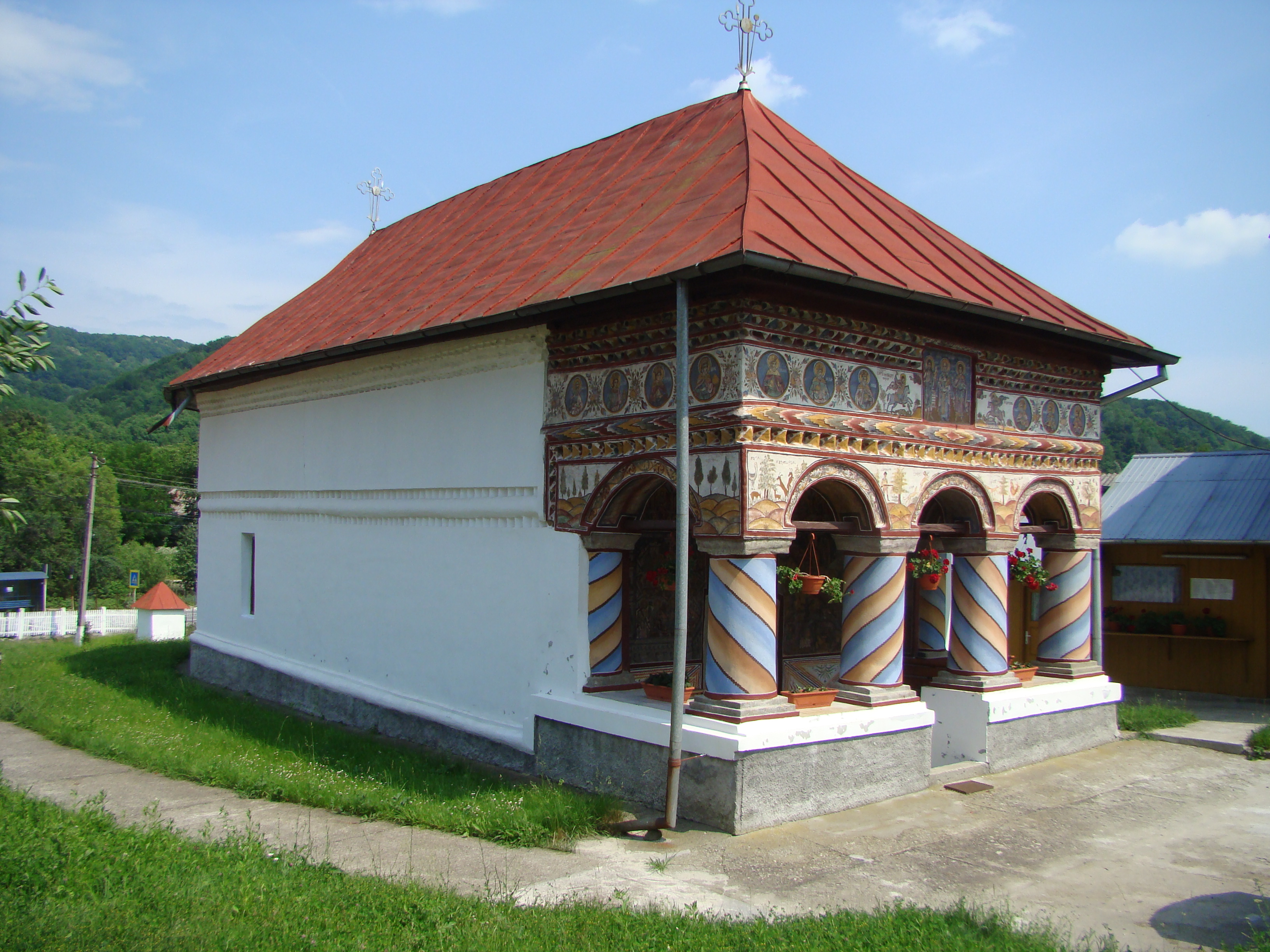
Biserica de zid cu hramul „Sfântul Ioan Botezătorul”, oraș Băile Olănești, județul Vâlcea, foto: iunie 2018.

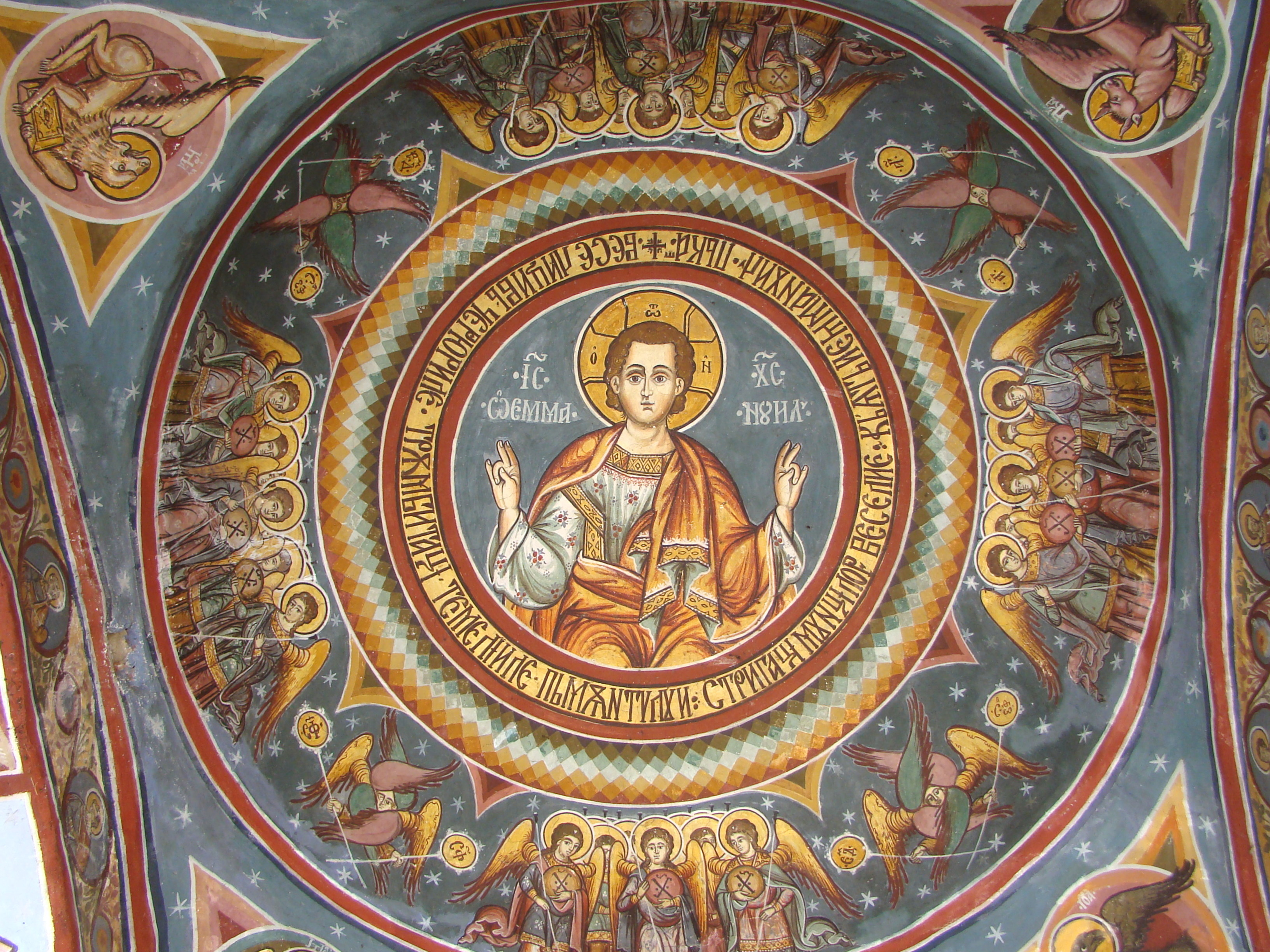
Calota pridvorului cu reprezentarea lui Iisus Hristos Emanuel

Biserica de zid cu hramul „Sfântul Ioan Botezătorul”, oraș Băile Olănești, județul Vâlcea, a fost construită în anul 1820. Biserica se află pe noua listă a monumentelor istorice sub codul LMI:  VL-II-m-B-09851.

## Istoric și trăsături
Biserica cu hramul „Sfântul Ioan Botezătorul“ a fost ridicată în anul 1820. Ctitorii bisericii sunt Gheorghe Brănescu, fratele său Barbu din Olănești și arhimandritul Iosif de la schitul Sărăcinești, după cum reiese din pisania de peste intrare: „Cu vrearia Tatălui •  și cu ajutoriul Fiiului •  și cu săvărșirea D[u]hului Sf[â]nt amin •  ziditu sau ac[i]astă sfăntă •  și d[u]mnezăiască biserică •  d[i]n întemelie •  de piatră •  întru cinstia •  și lauda •  a sfăntului •  proroc •  și botezătoriului •  Ioan și a sfăntului •  arhi[e]r[e]u Nicolae și a sfăntului •  mare mucenic •  Gheorghe •  și cu cheltuiala și osteniala •  robilor •  lui D[u]mnezău •  boeri •  Gheorghe Brănescu •  ot •  Olănești •  i •  Barbu brat ego •  Iosif •  arhimandritu •  Sărăcinescu •  fi[in]d d[o]mn •  al țără[i] •  Io •  Alicsandru •  Niculae •  Suți v[oie]v[o]d •  și cu blagosl[o]veniia • presfinți[i] sale •  iubitoriului •  de D[u]mnezău •  chir •  Galaction arhiepiscupu •  Rămnic[u]l[u]i •  l[ea]t 7328 •  iar de la X[risto]s • 1820 •  avg[ust] •  2”.
Pridvorul deschis a fost adăugat în anul 1832, când a fost și pictat la interior și exterior.
Icoanele împărătești au fost realizate și semnate de Ilie și Ioan din Teiuș, în anul 1820, zugravi care au pictat și biserica din Neghinești-Cacova, doi ani mai târziu.
Pictura murală a fost restaurată în anul 1993. Biserica a fost resfințită în anul 1997.

## Imagini

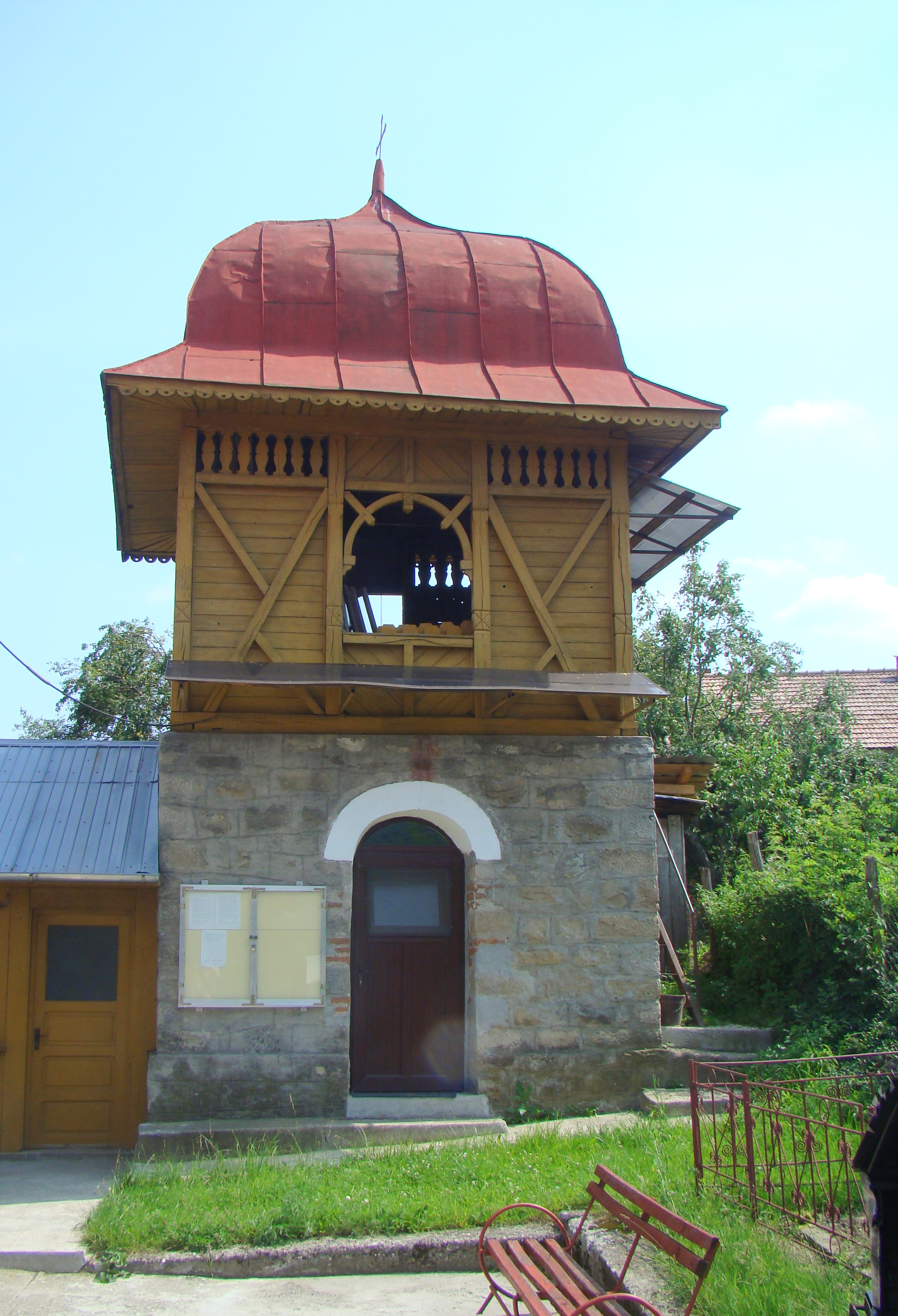
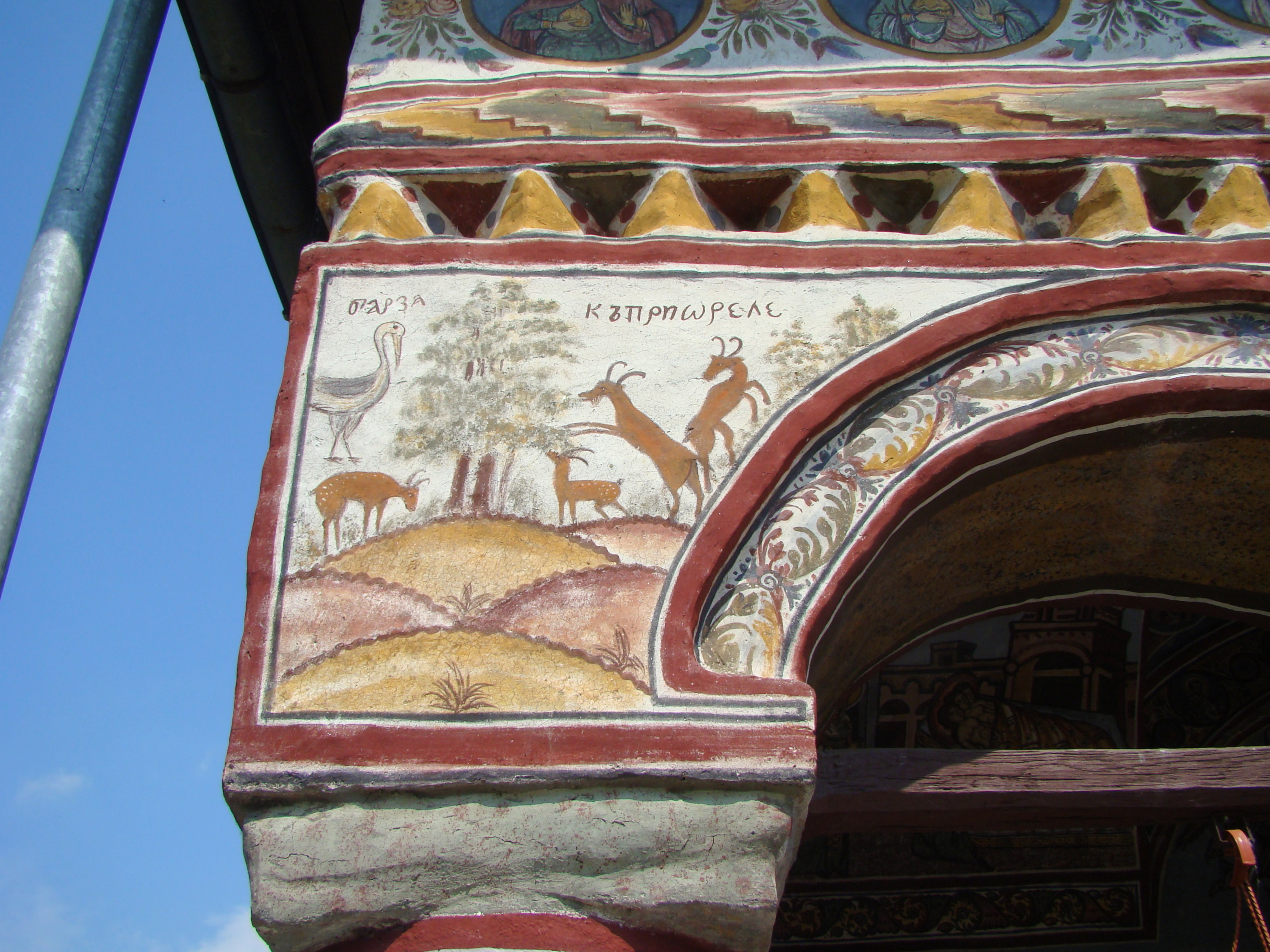
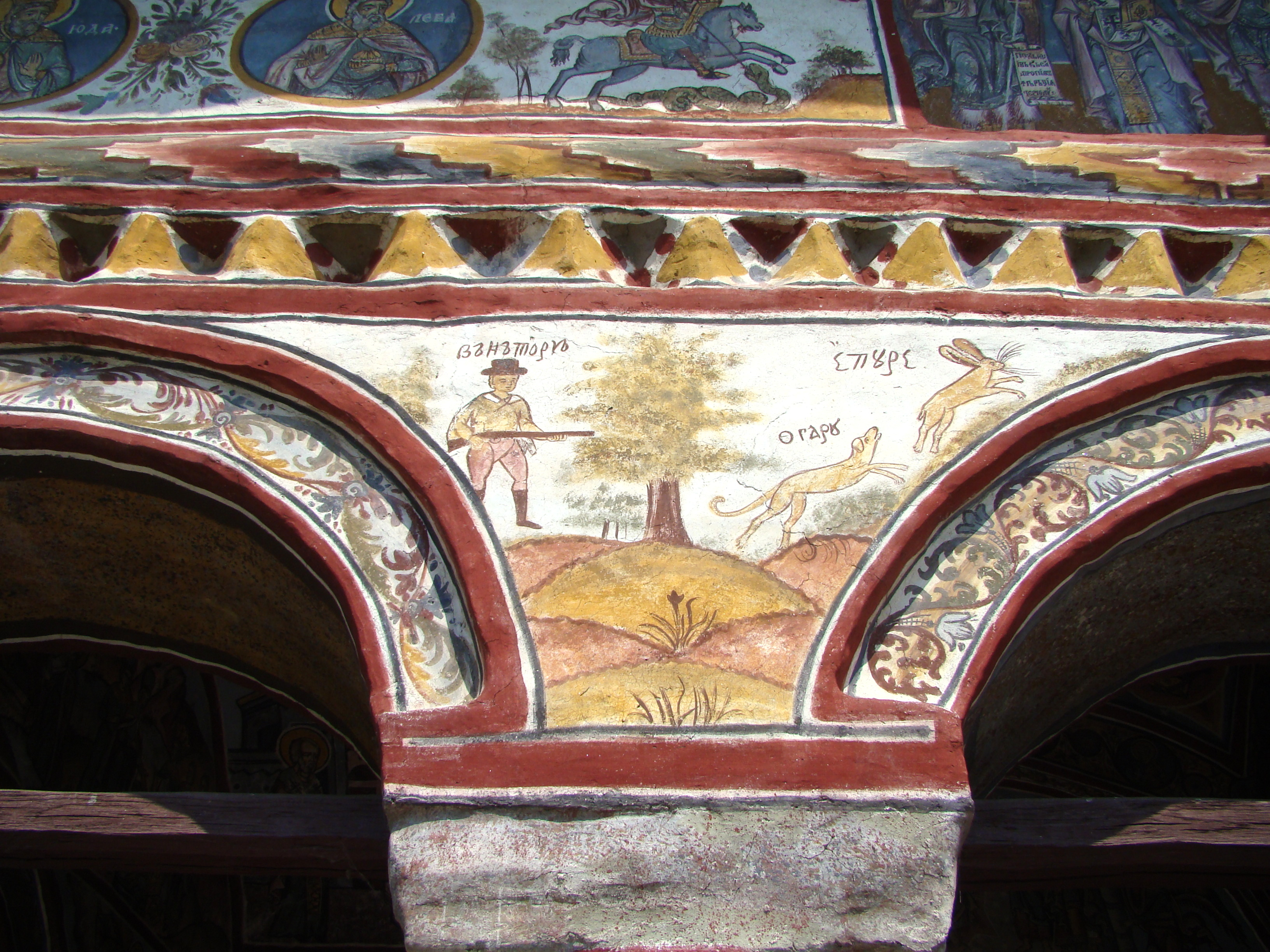
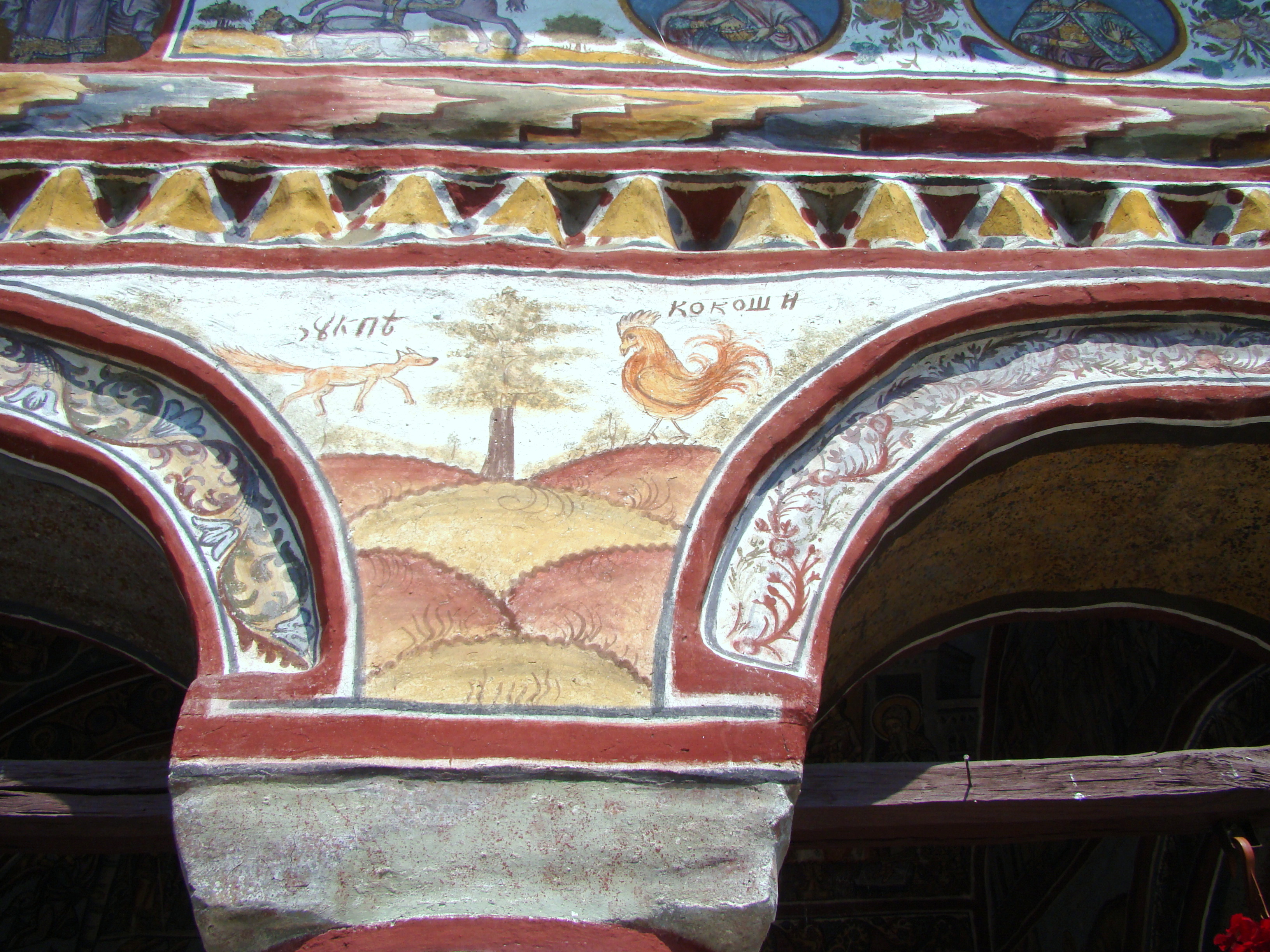
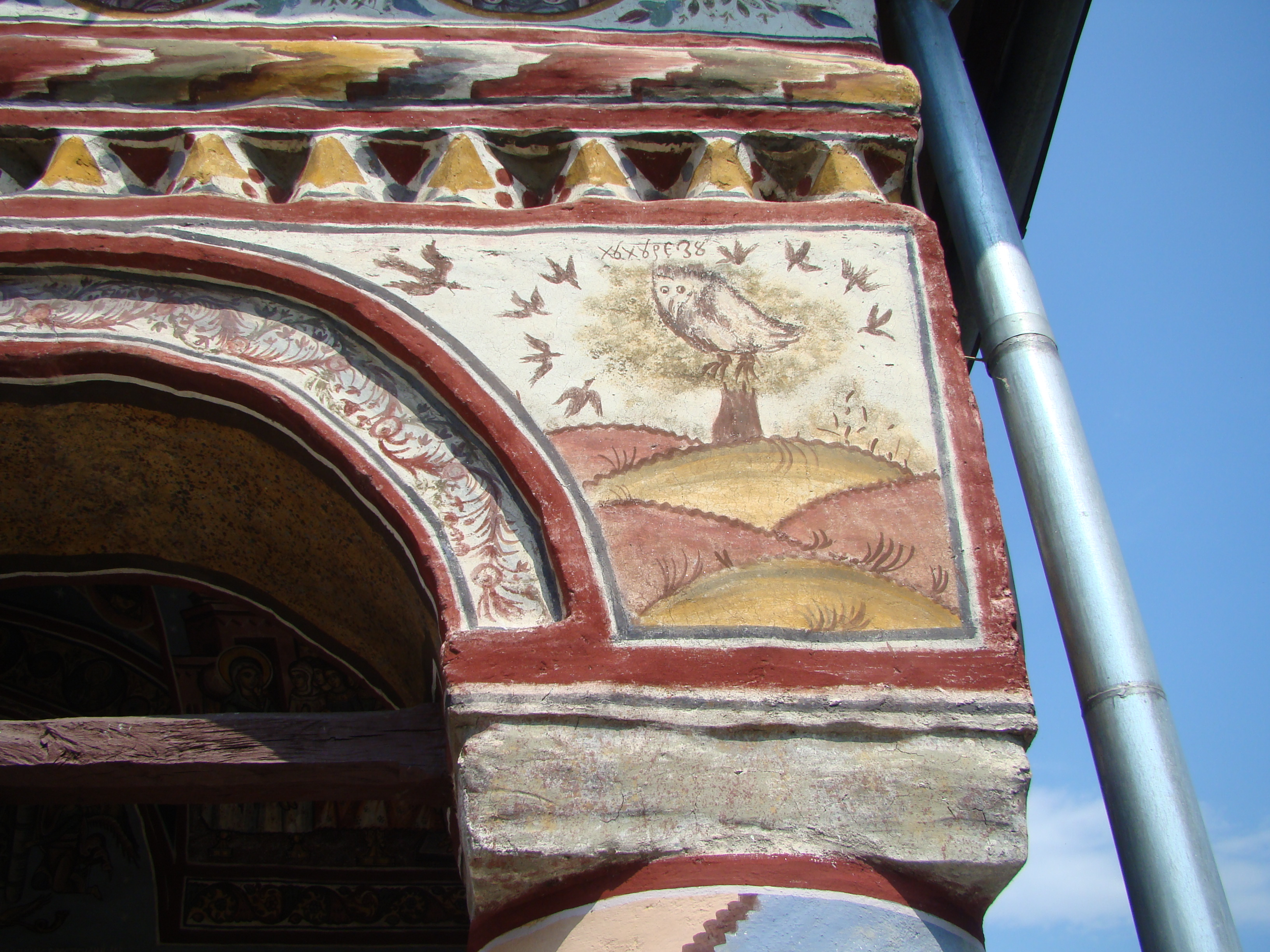
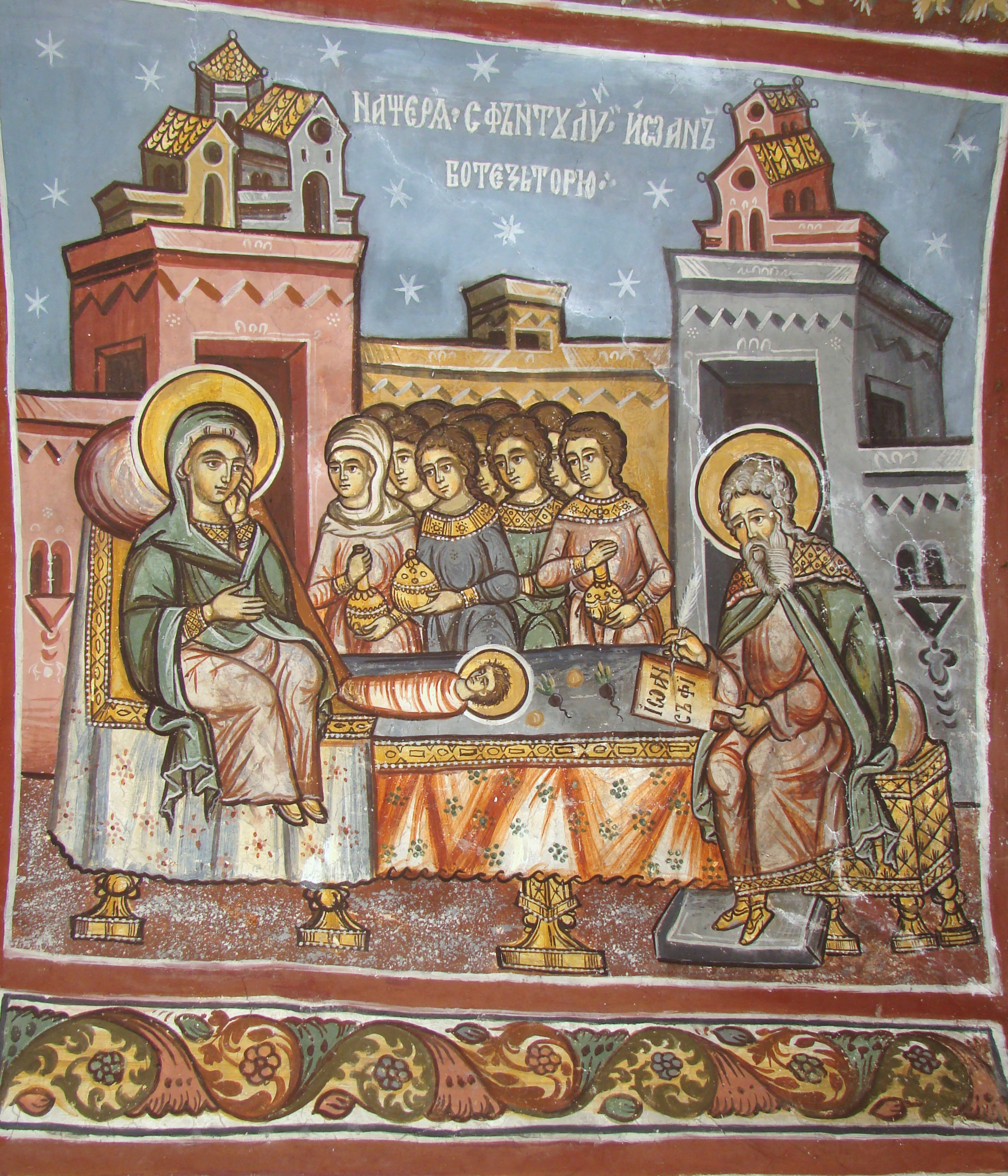
Nașterea Sfântului Ioan Botezătorul
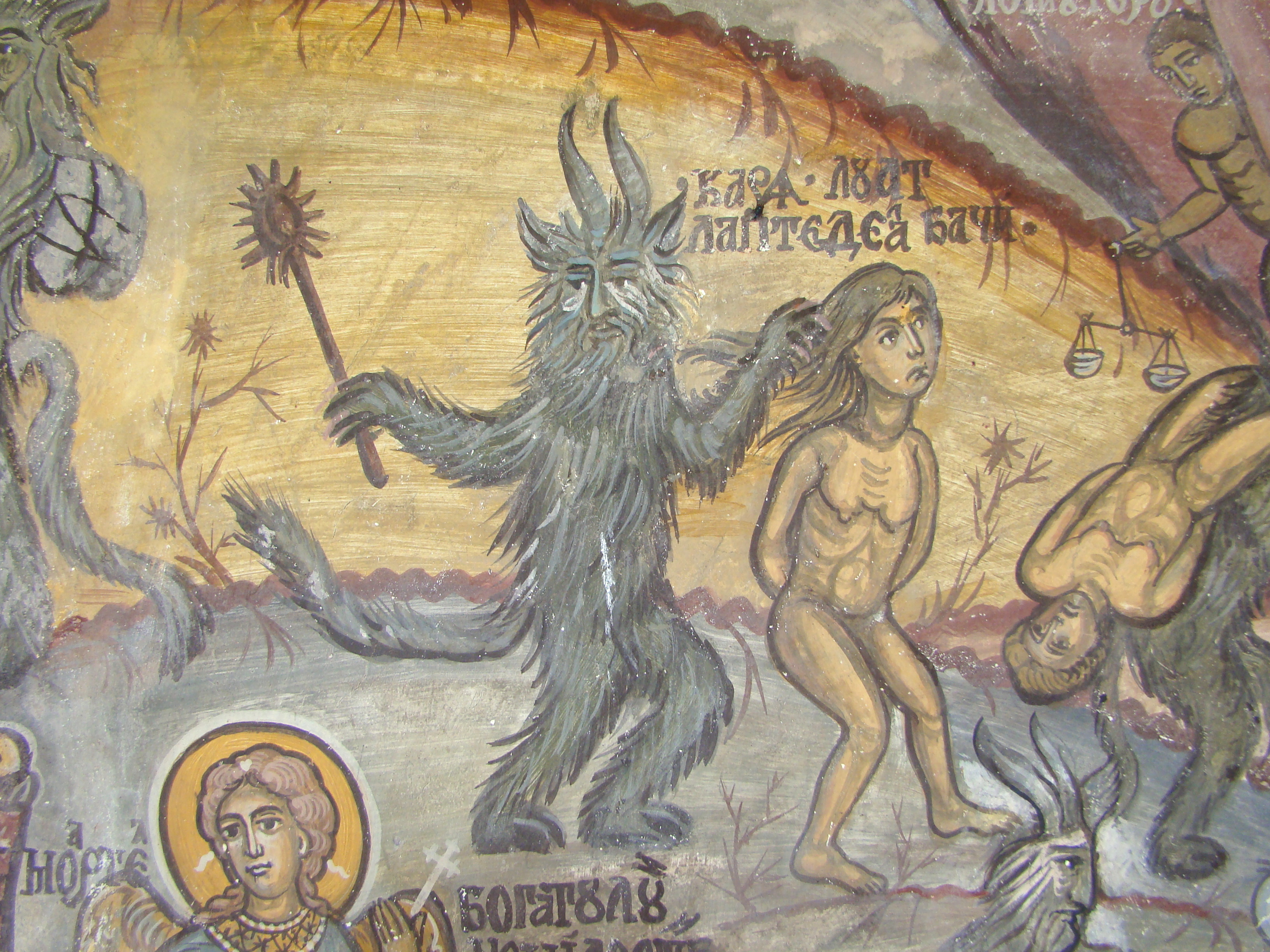
Detaliu din compoziţia Judecății de Apoi
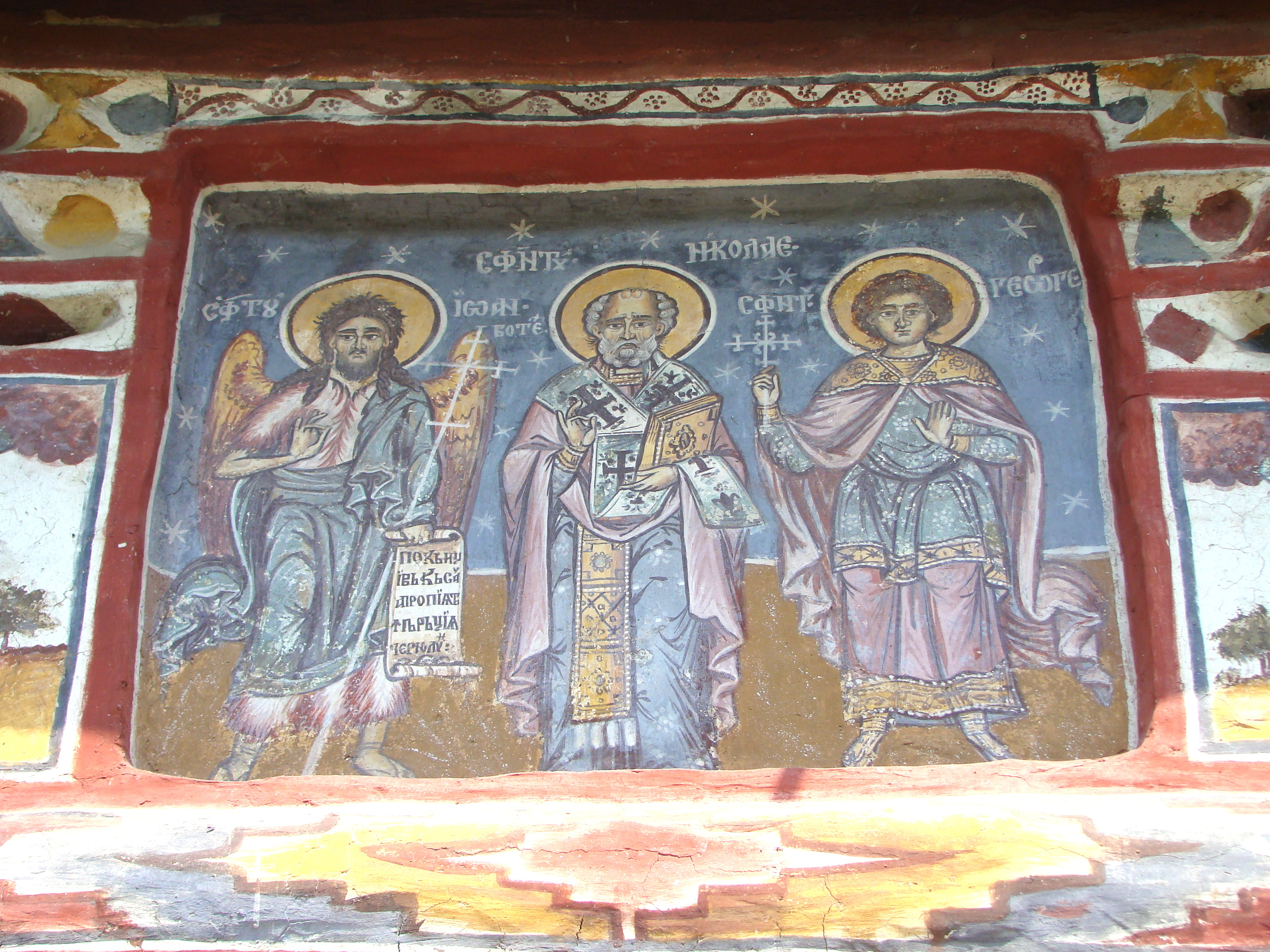
Sfântul Nicolae, Sfântul Ioan Botezătorul și Sfântul Gheorghe
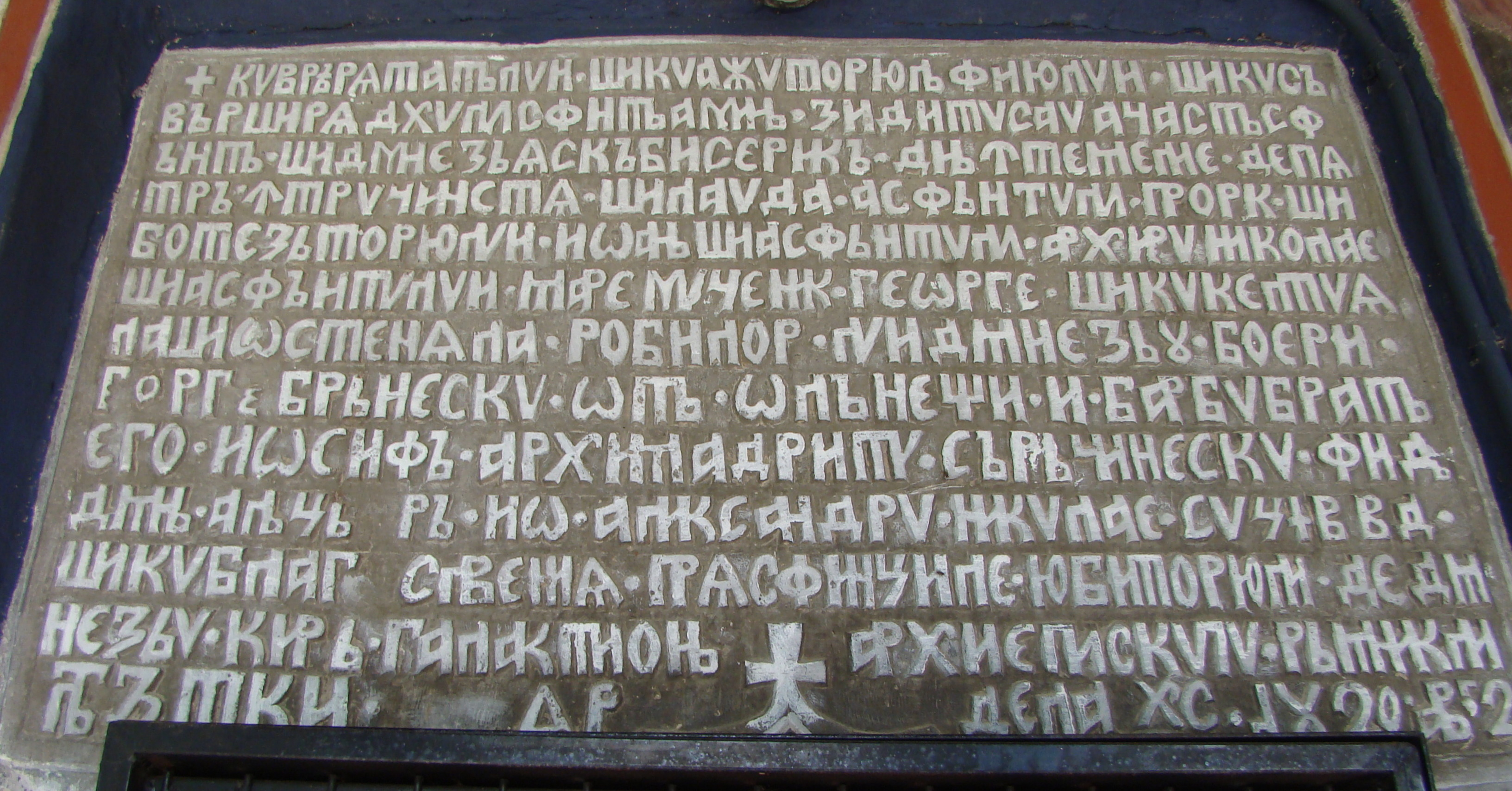
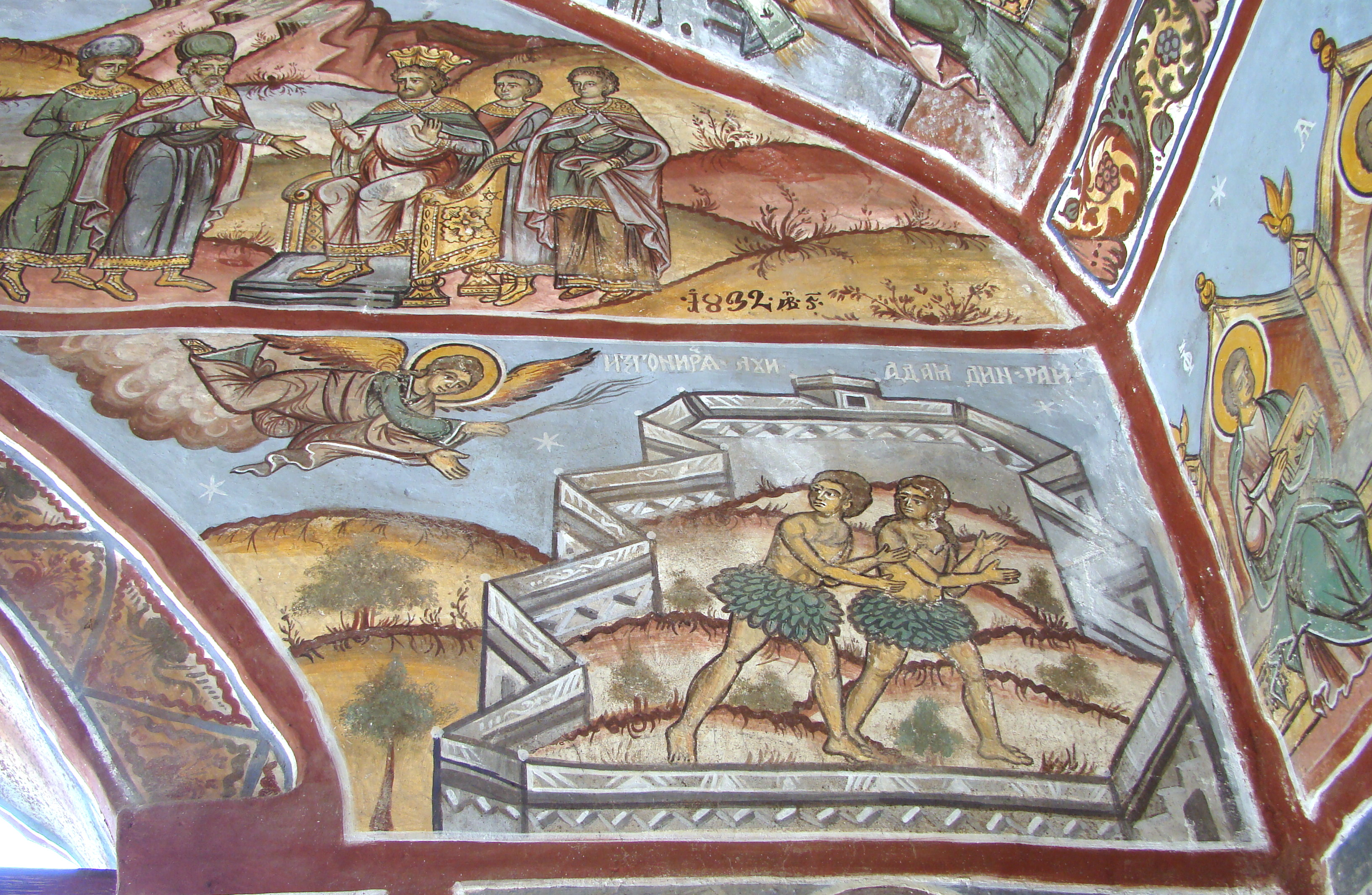
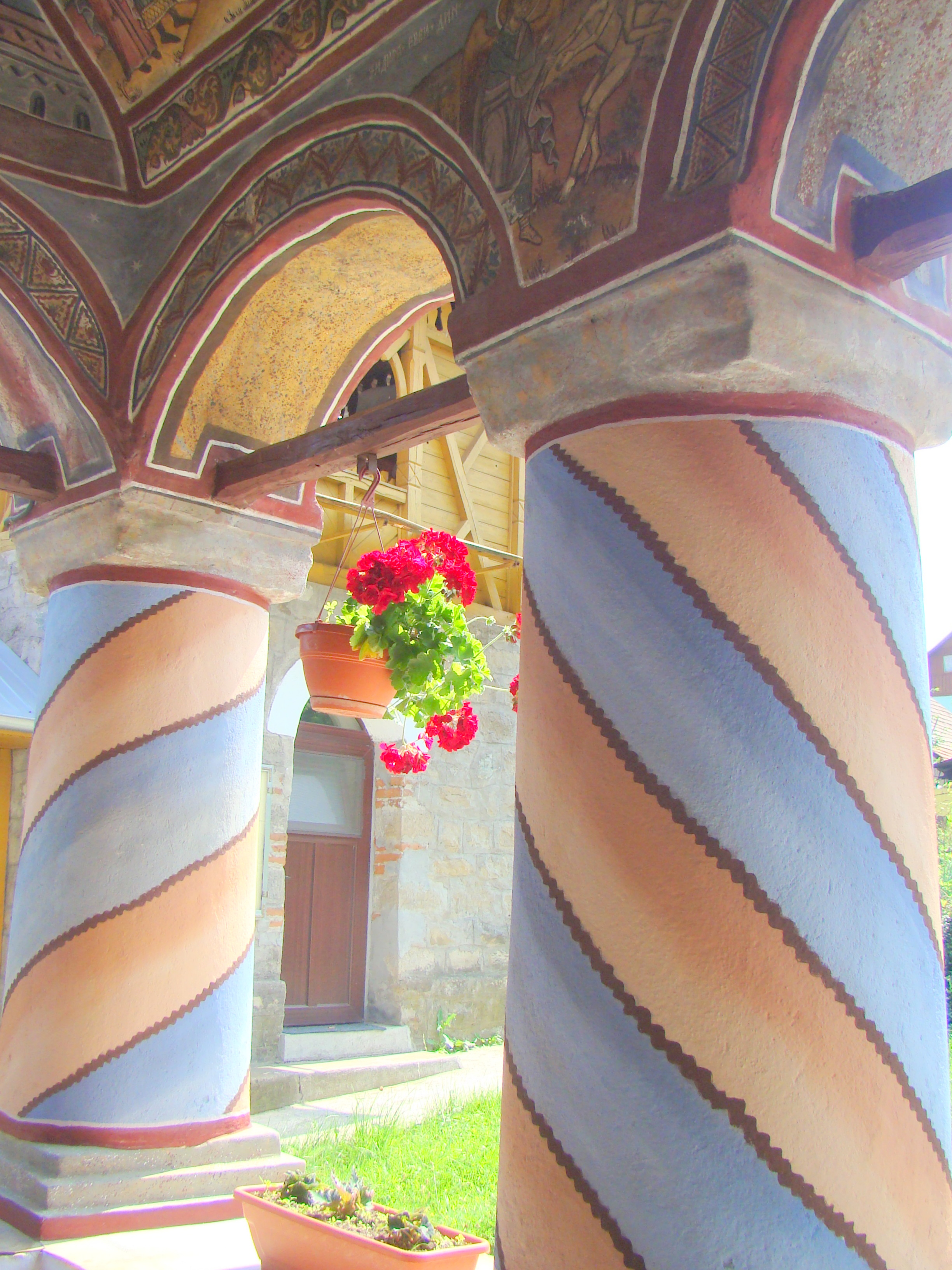
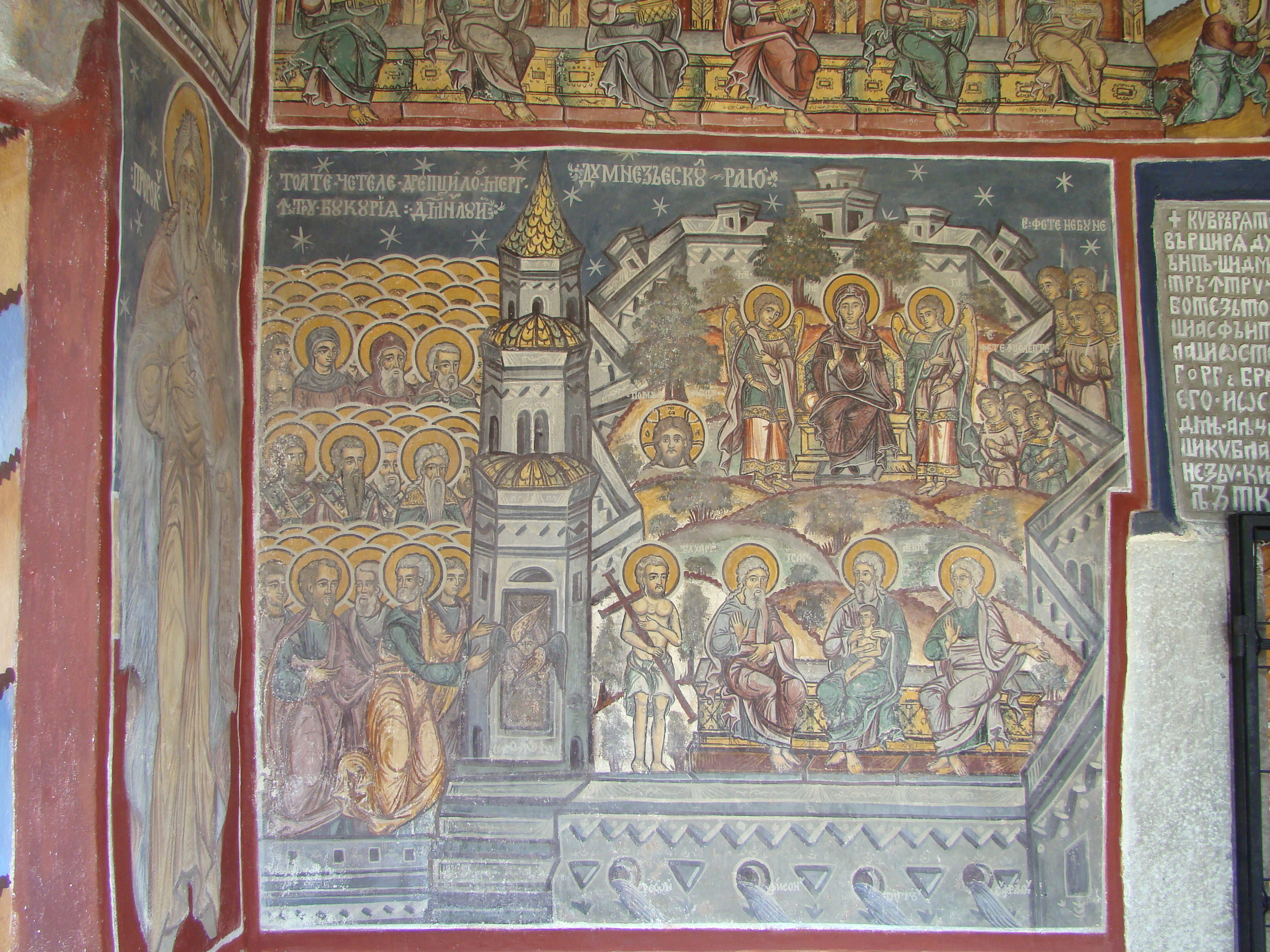
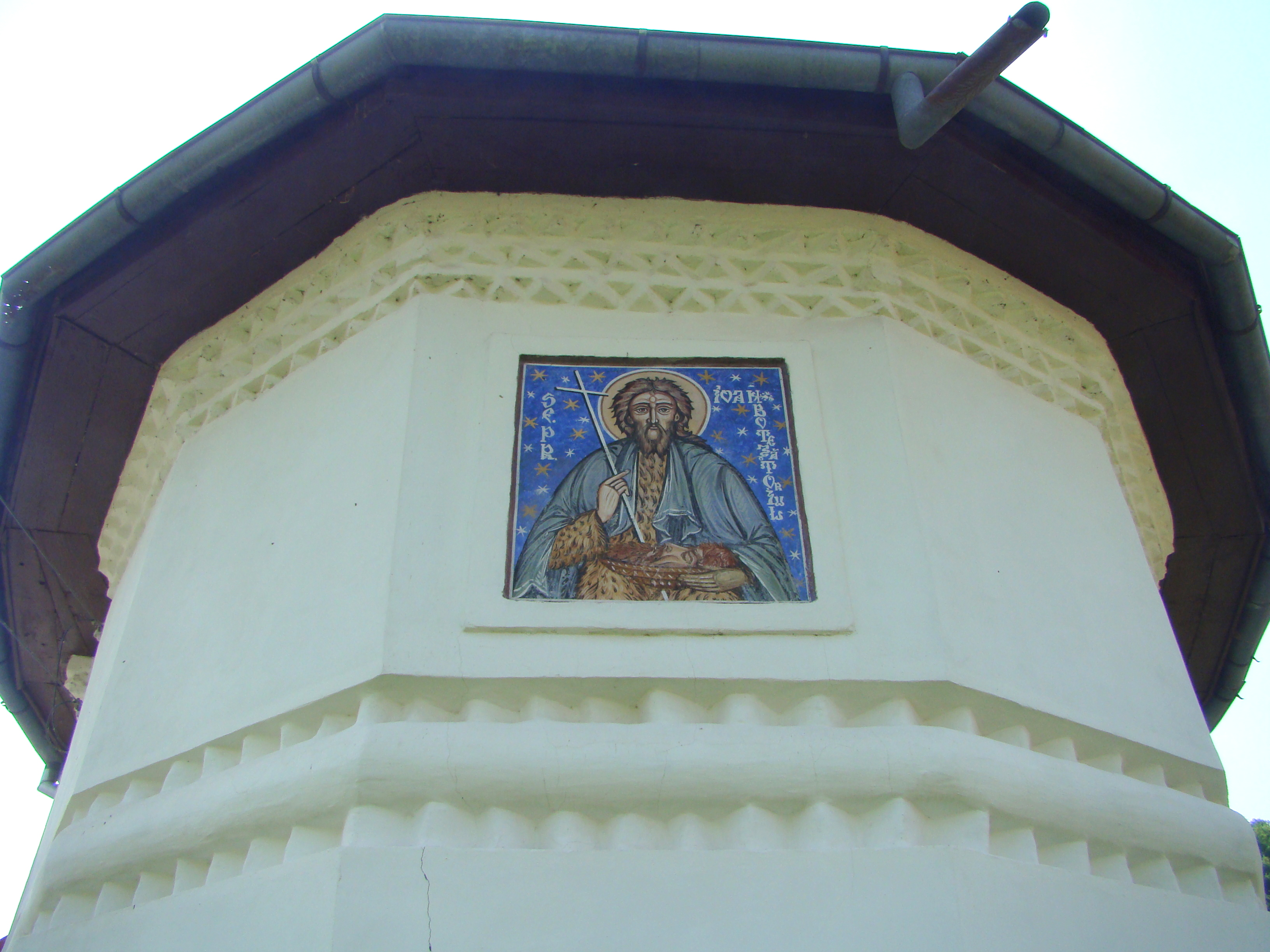
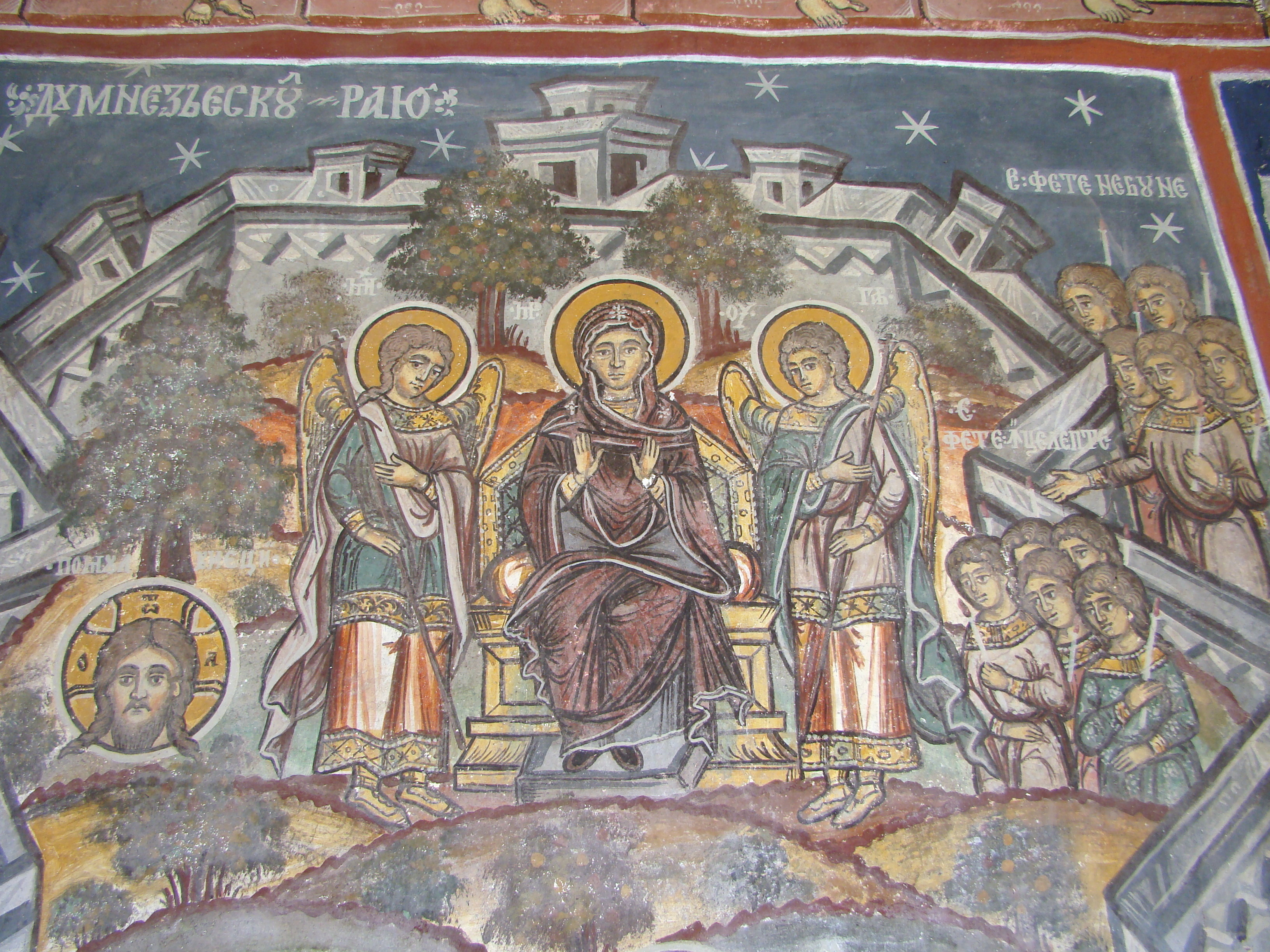
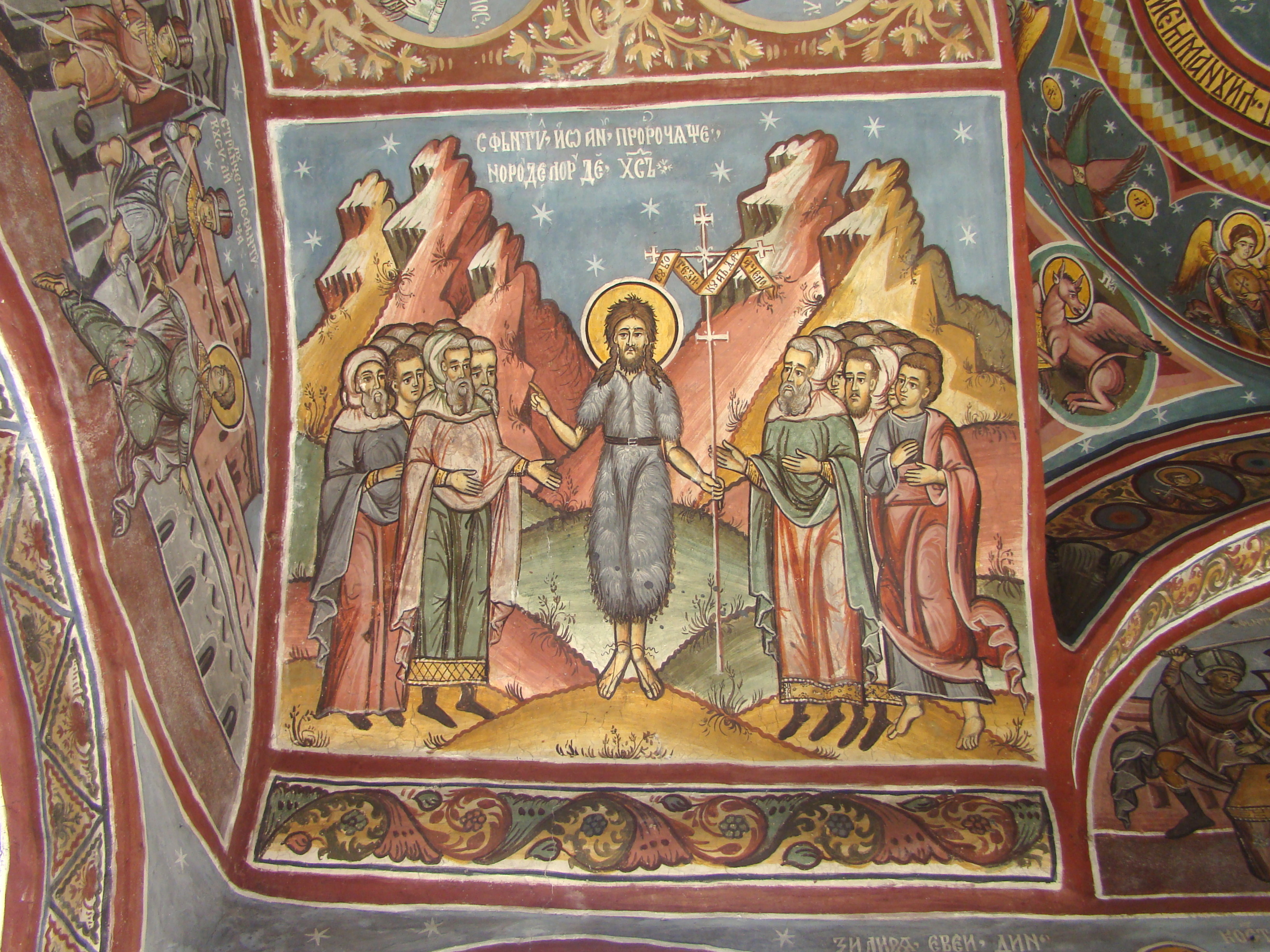
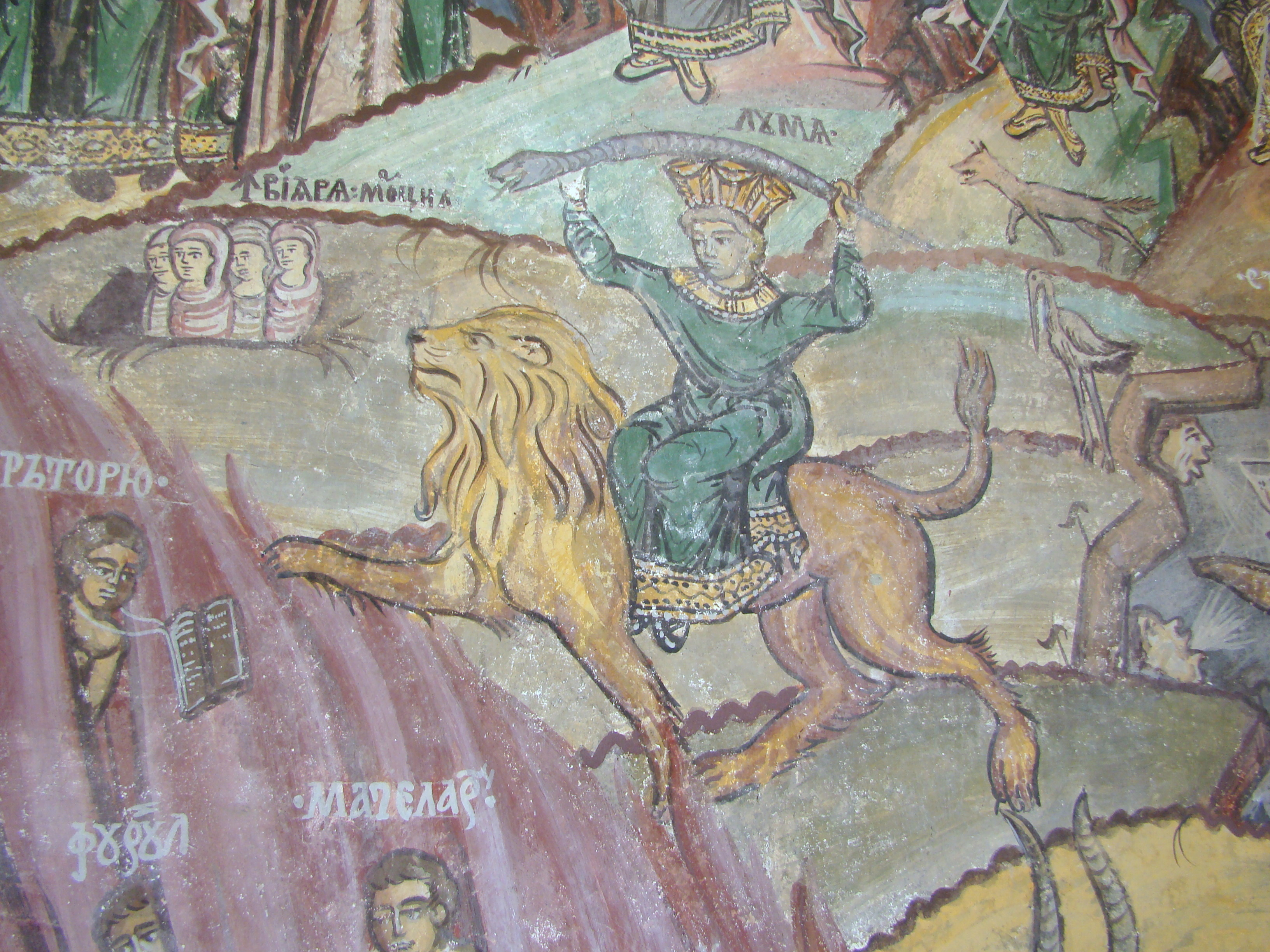
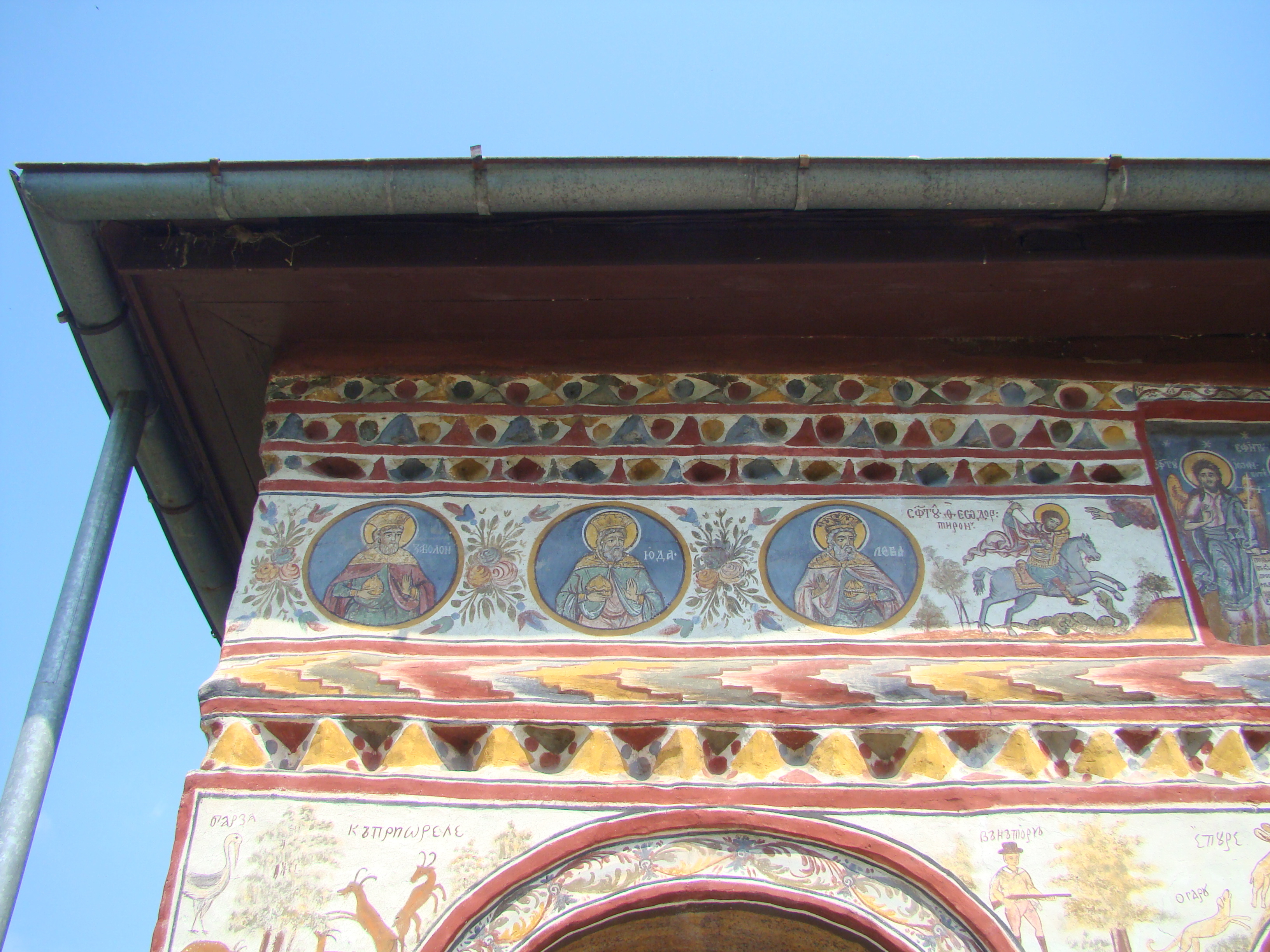
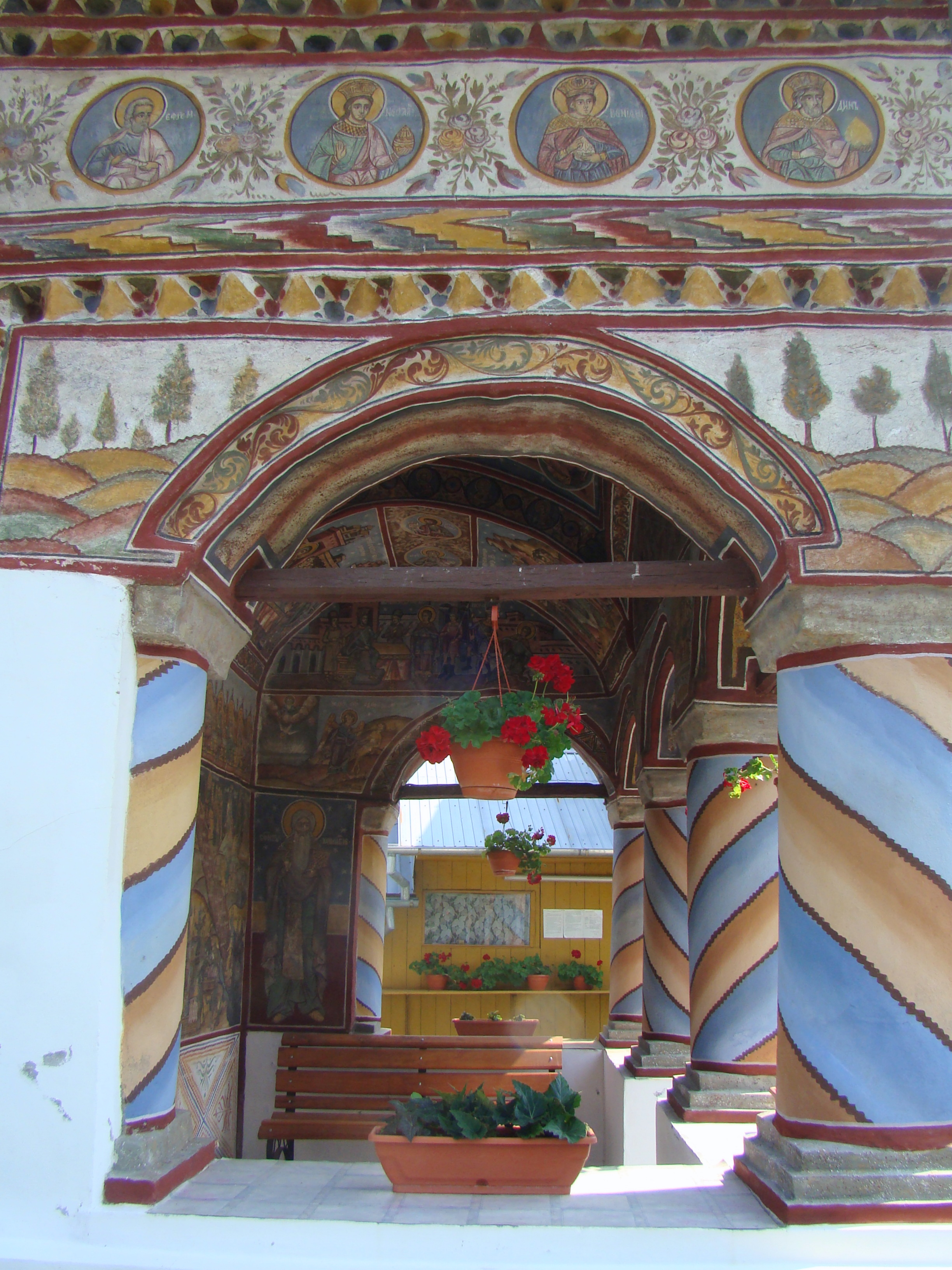
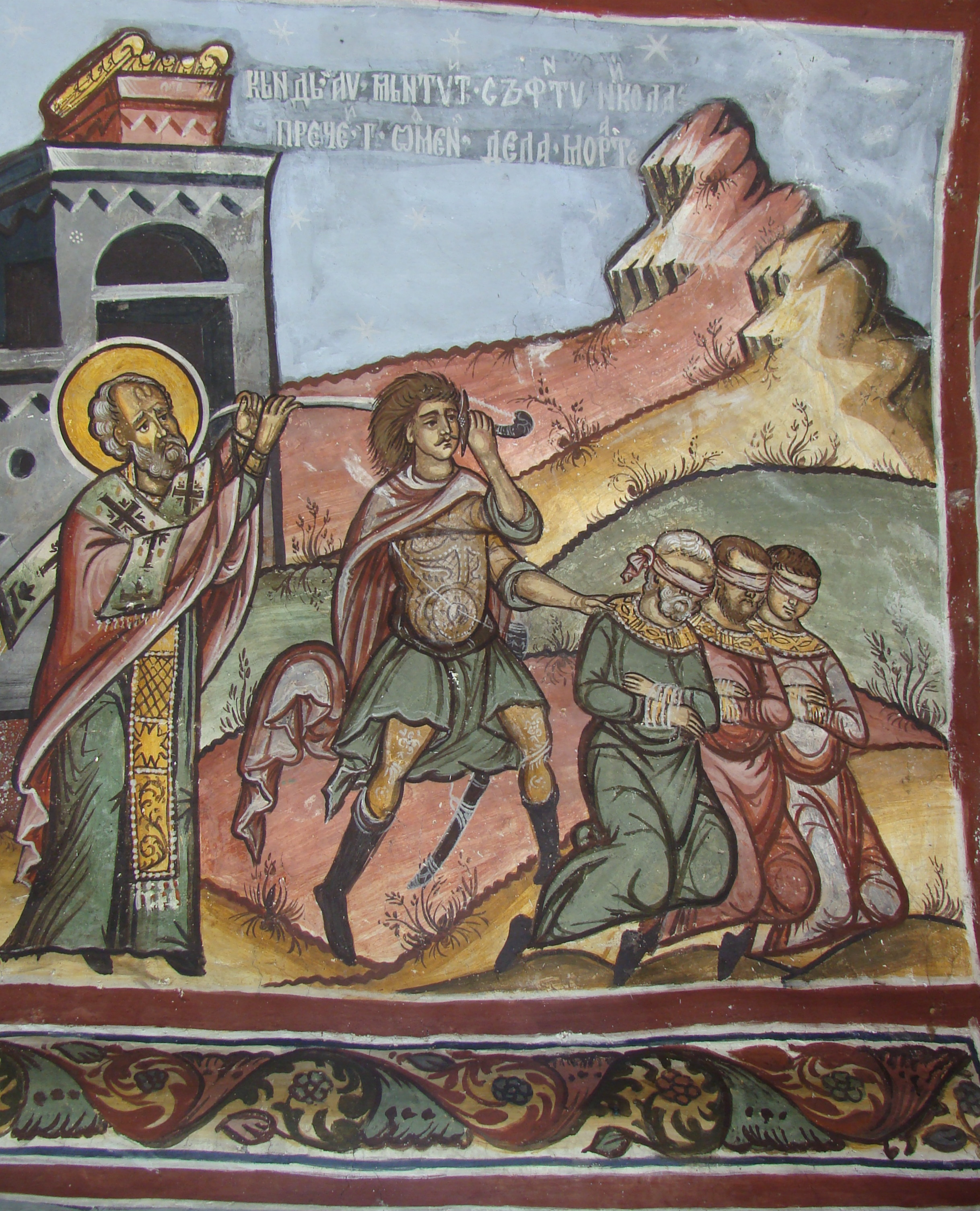
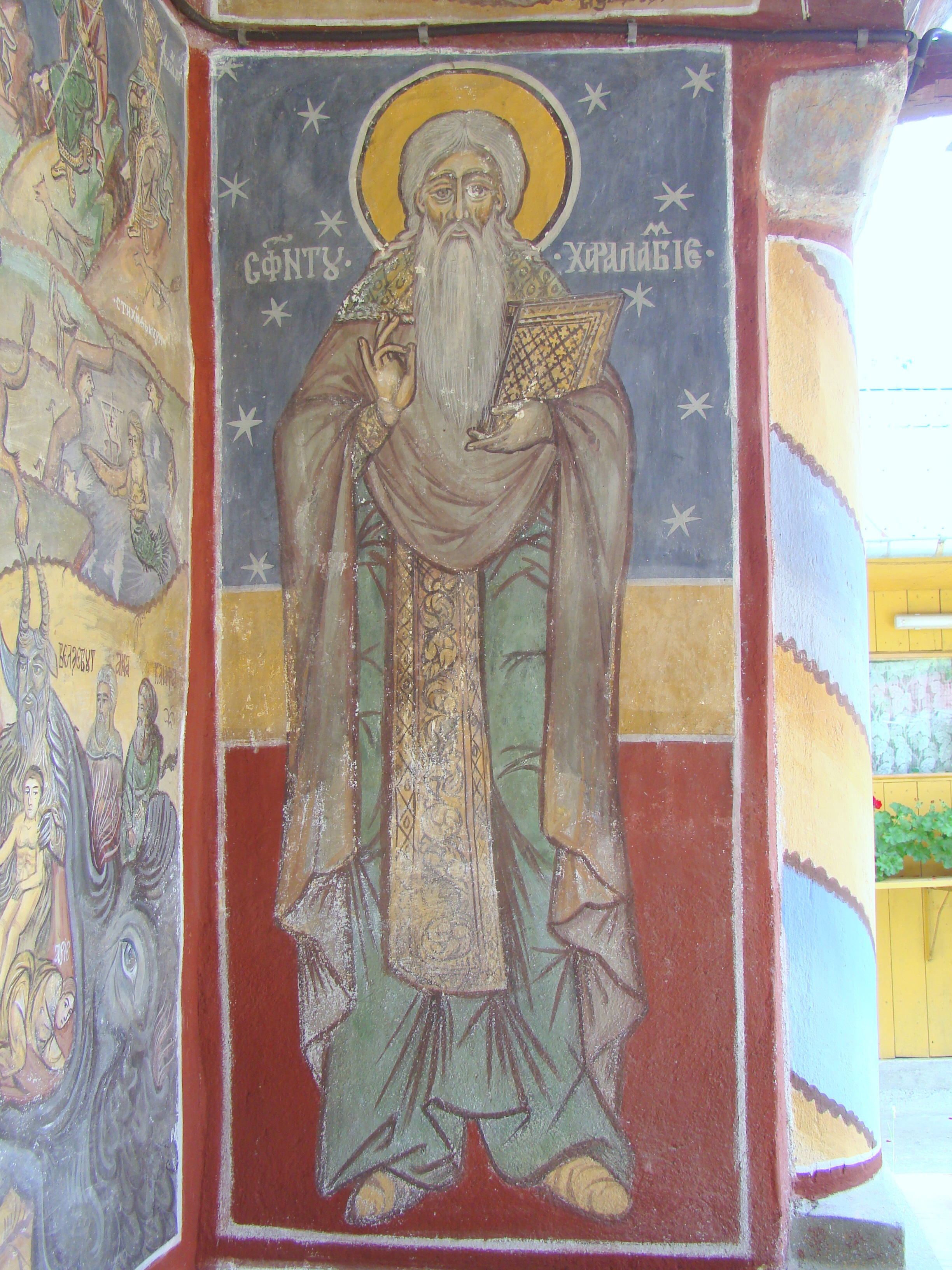
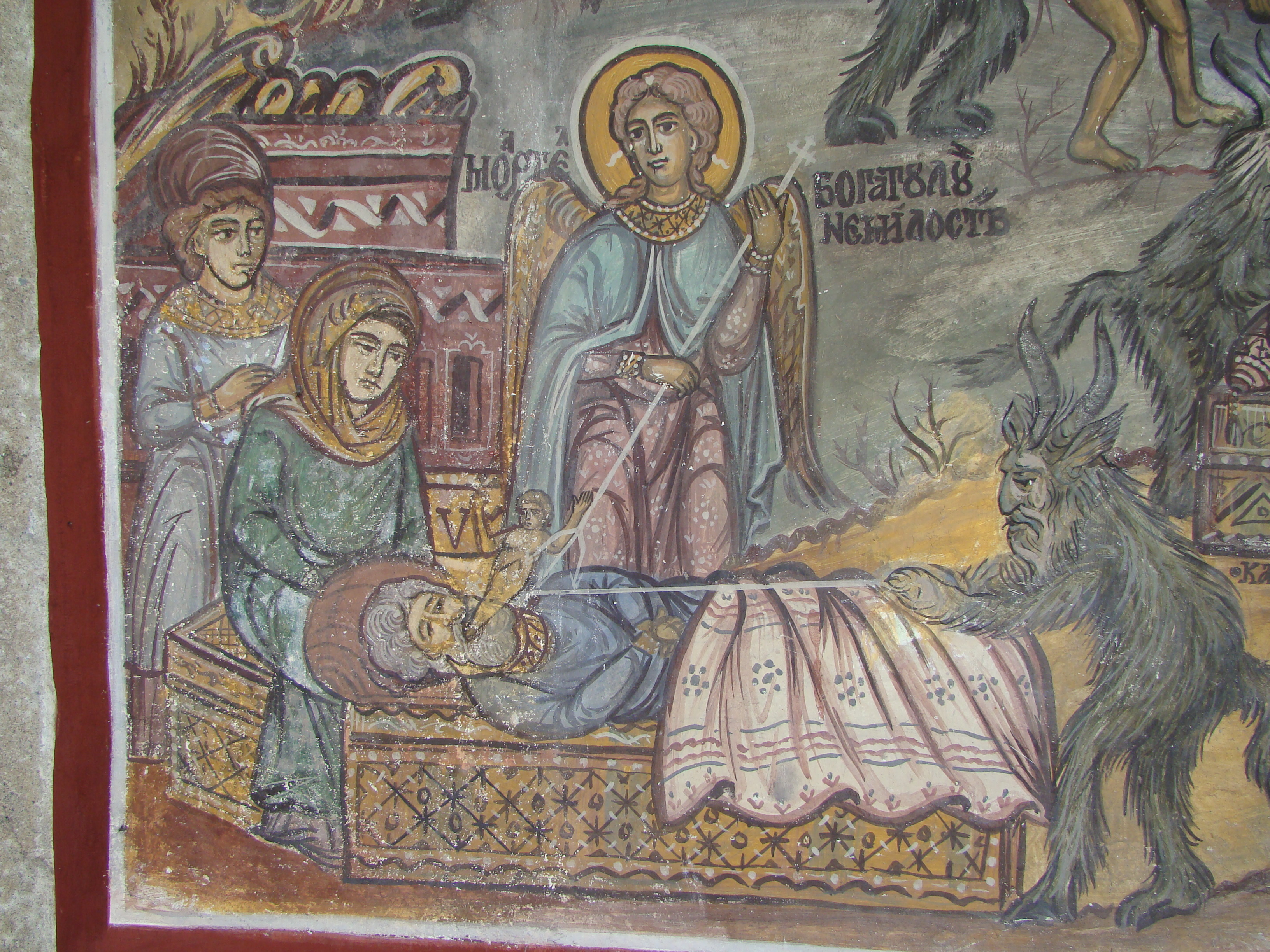
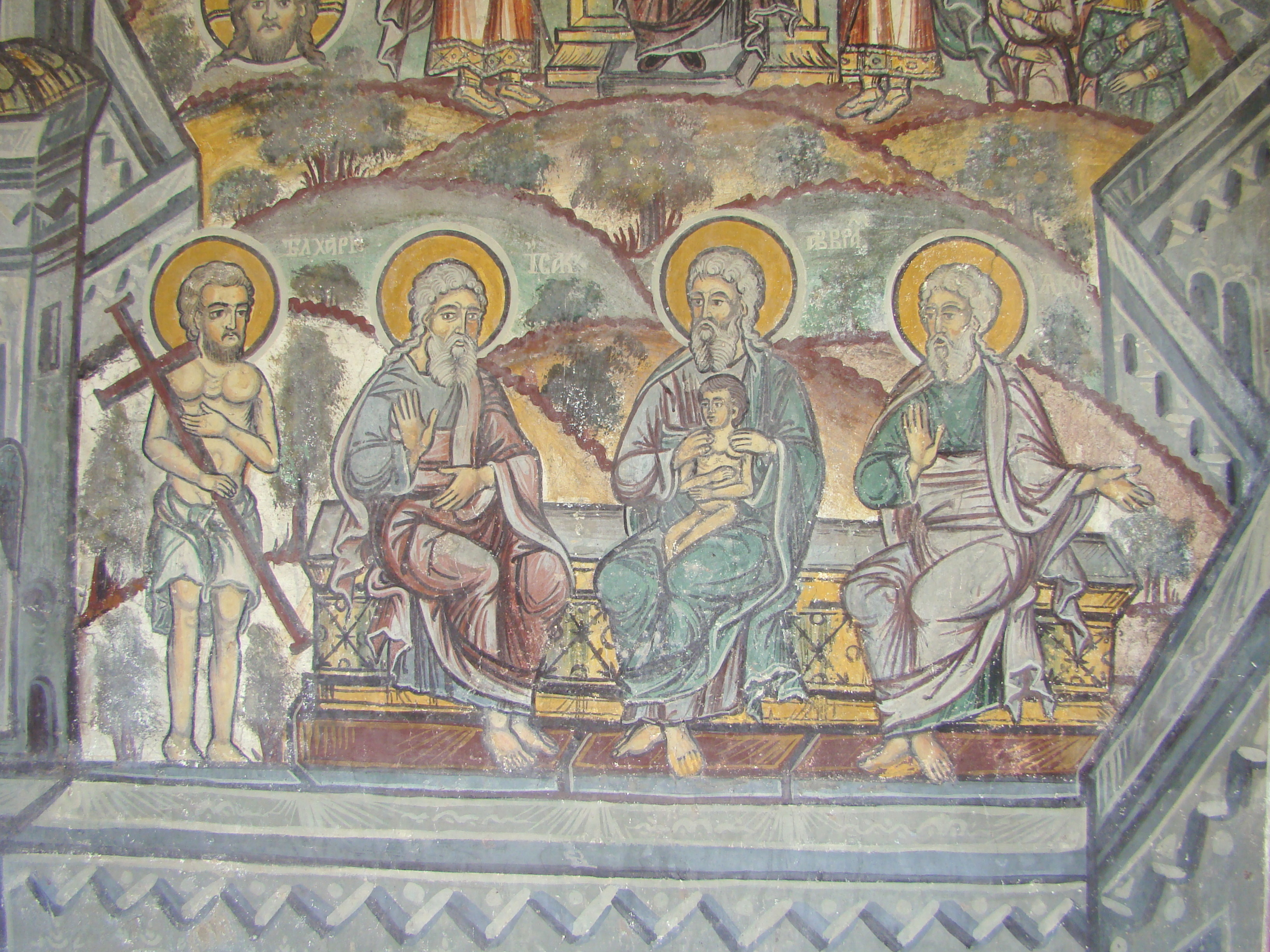
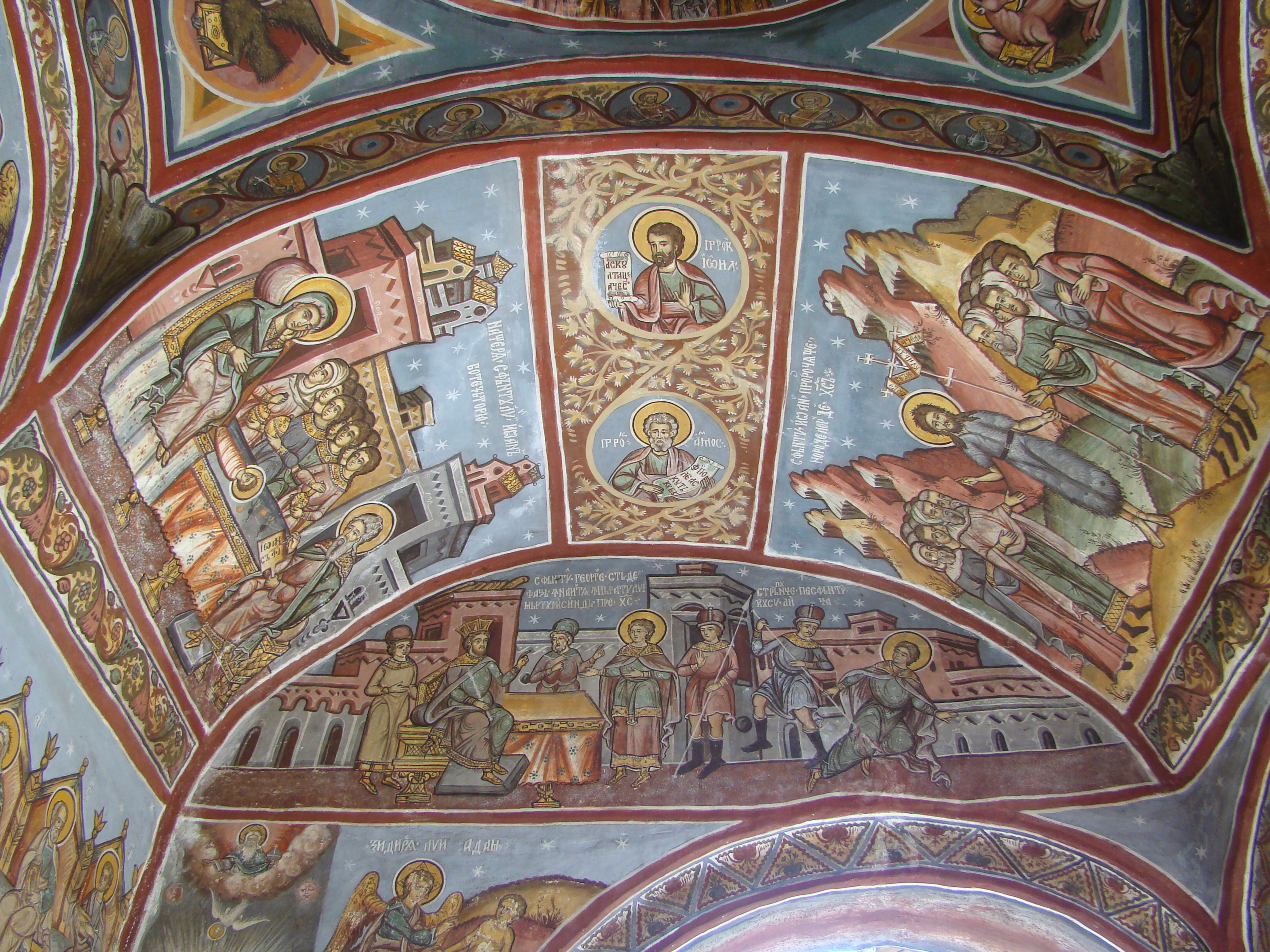
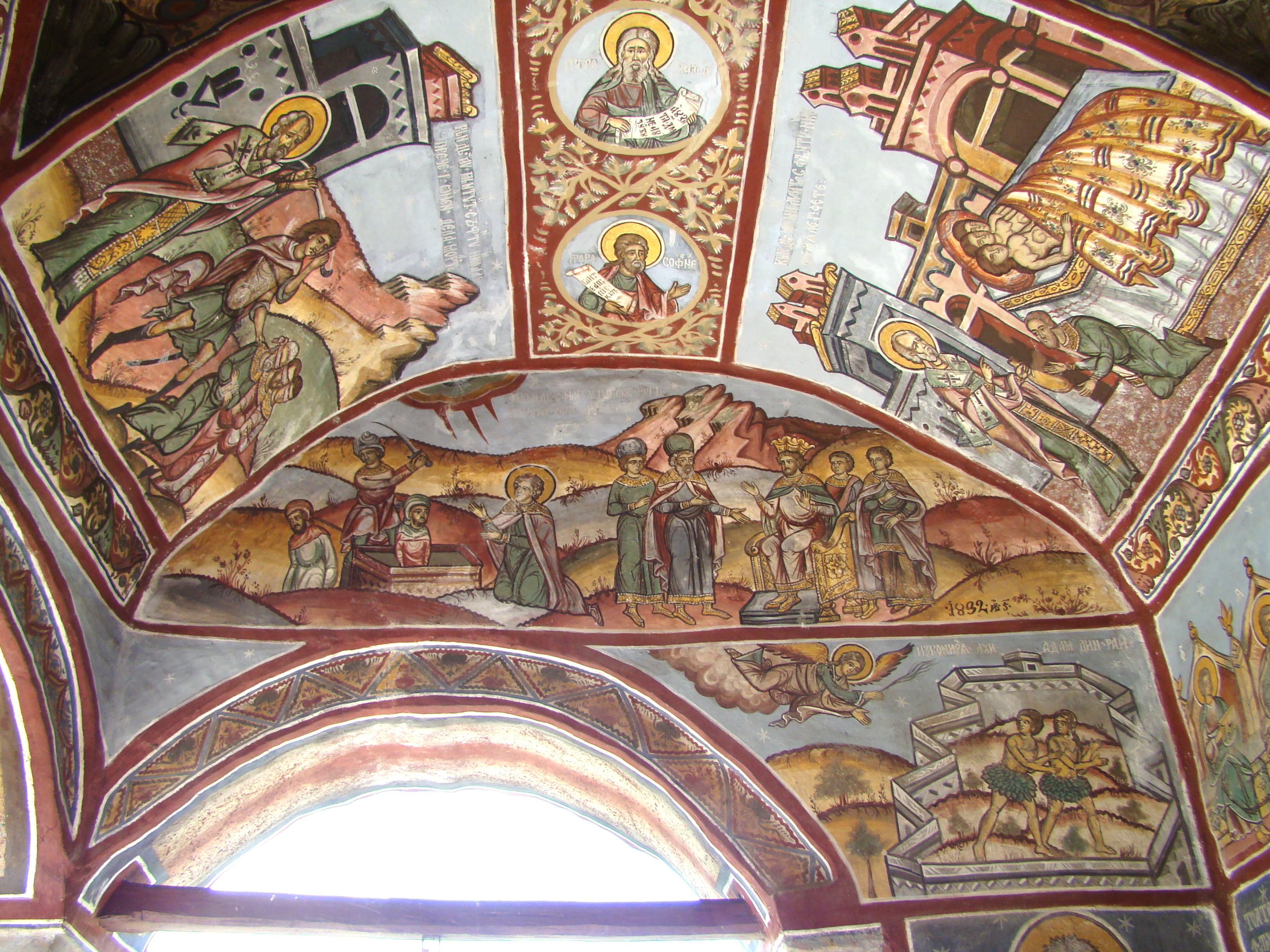
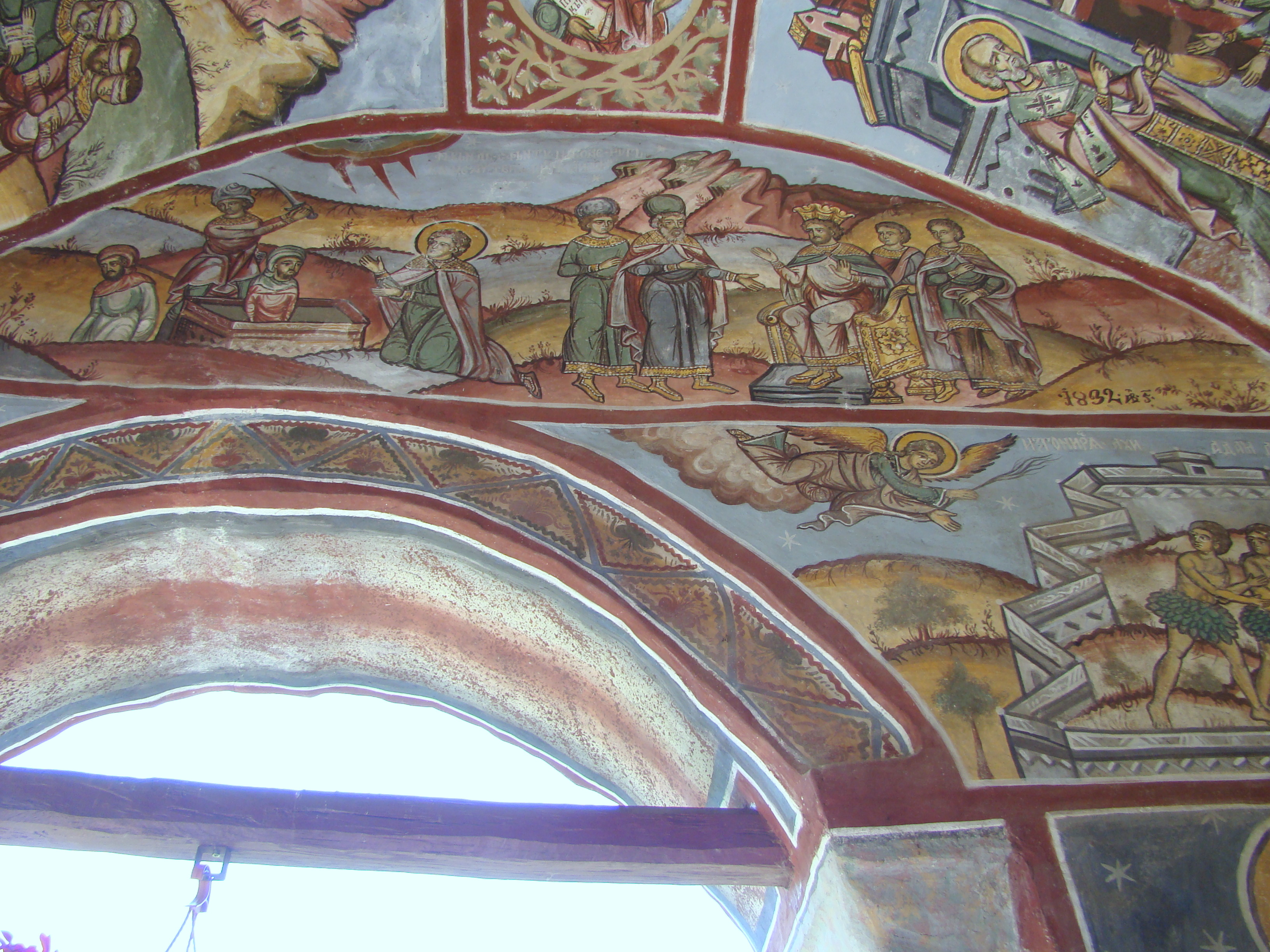
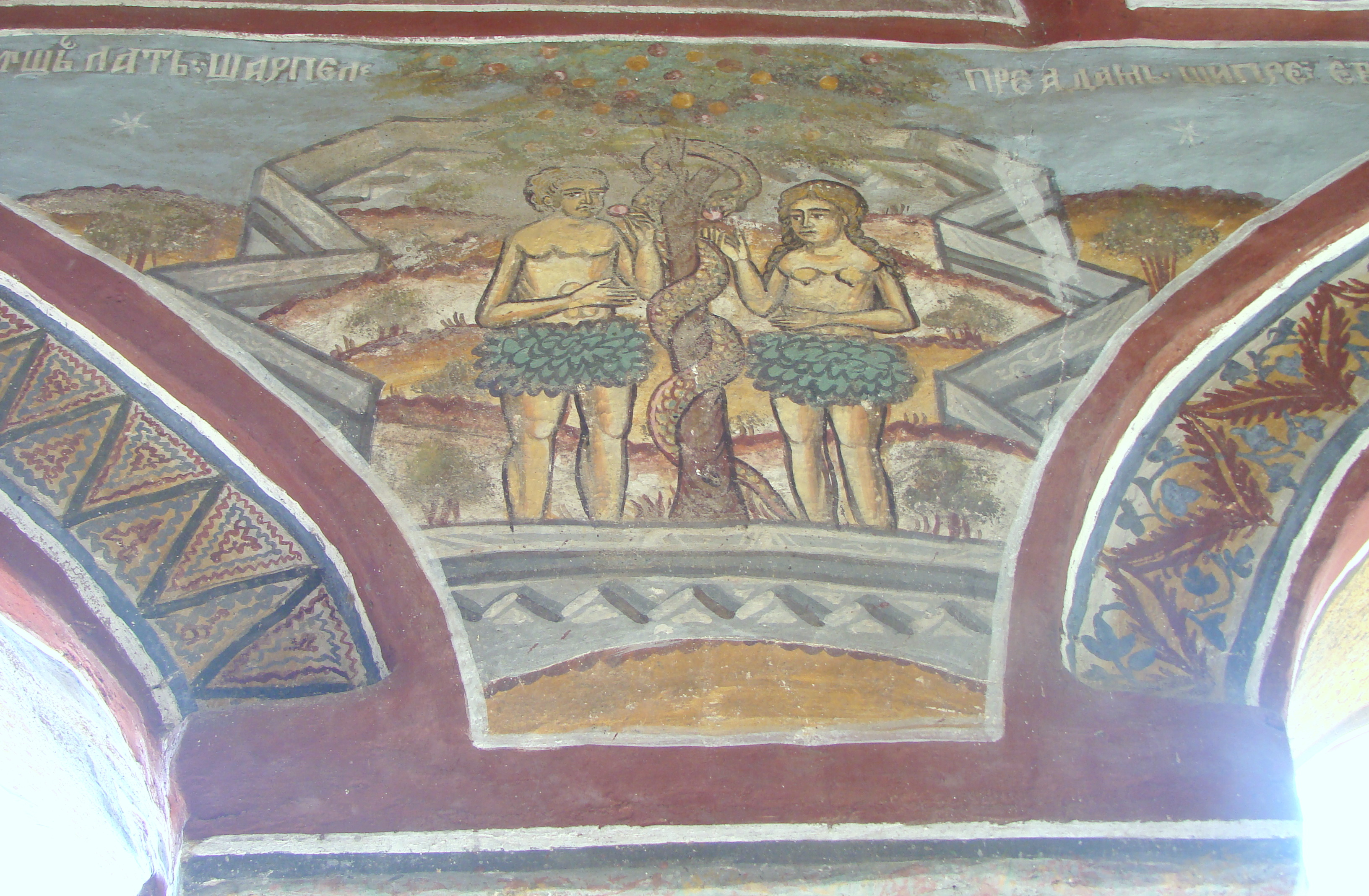
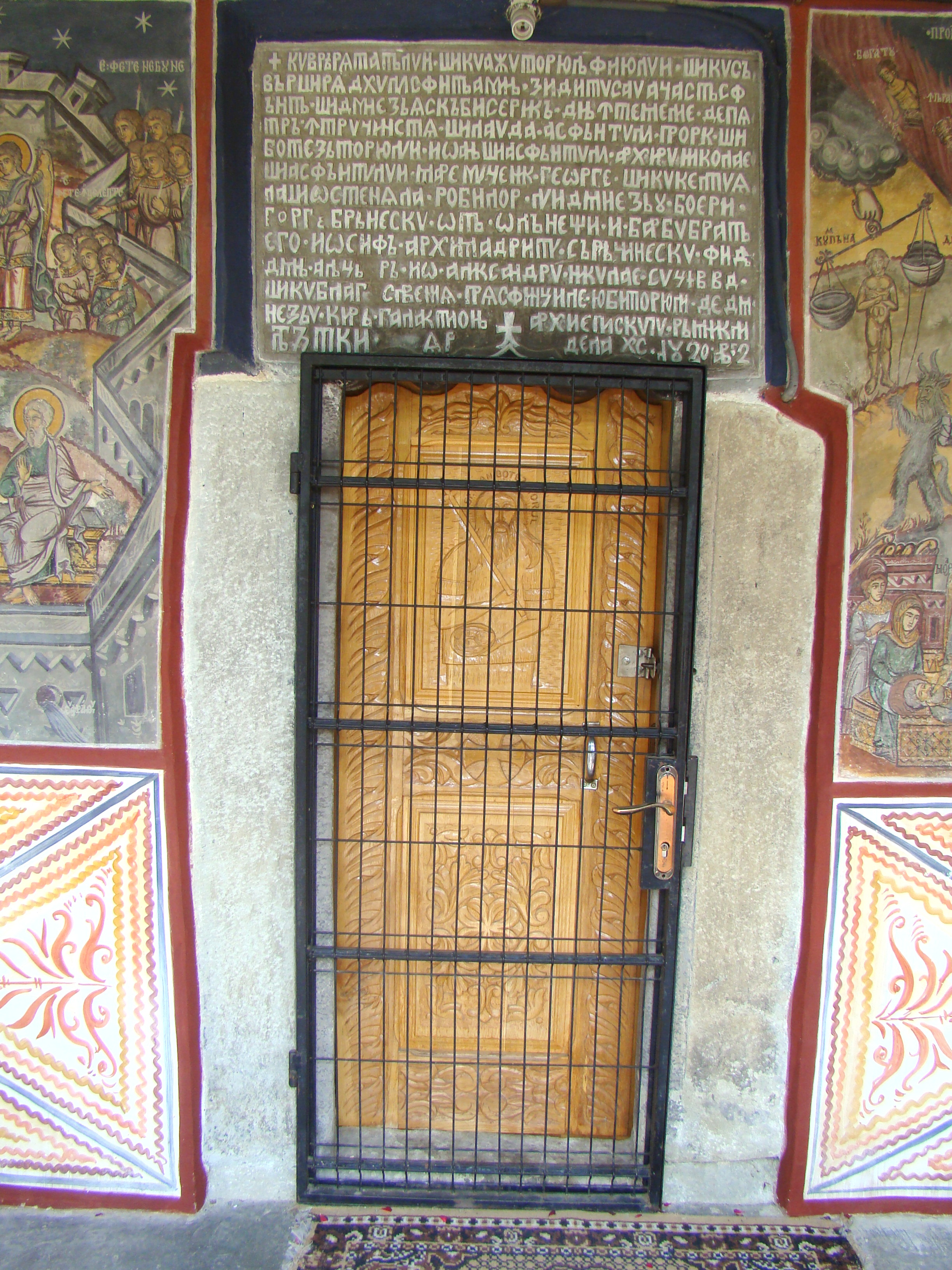
Portalul de acces în biserică, cu ancadramentul și pisania săpate în piatră
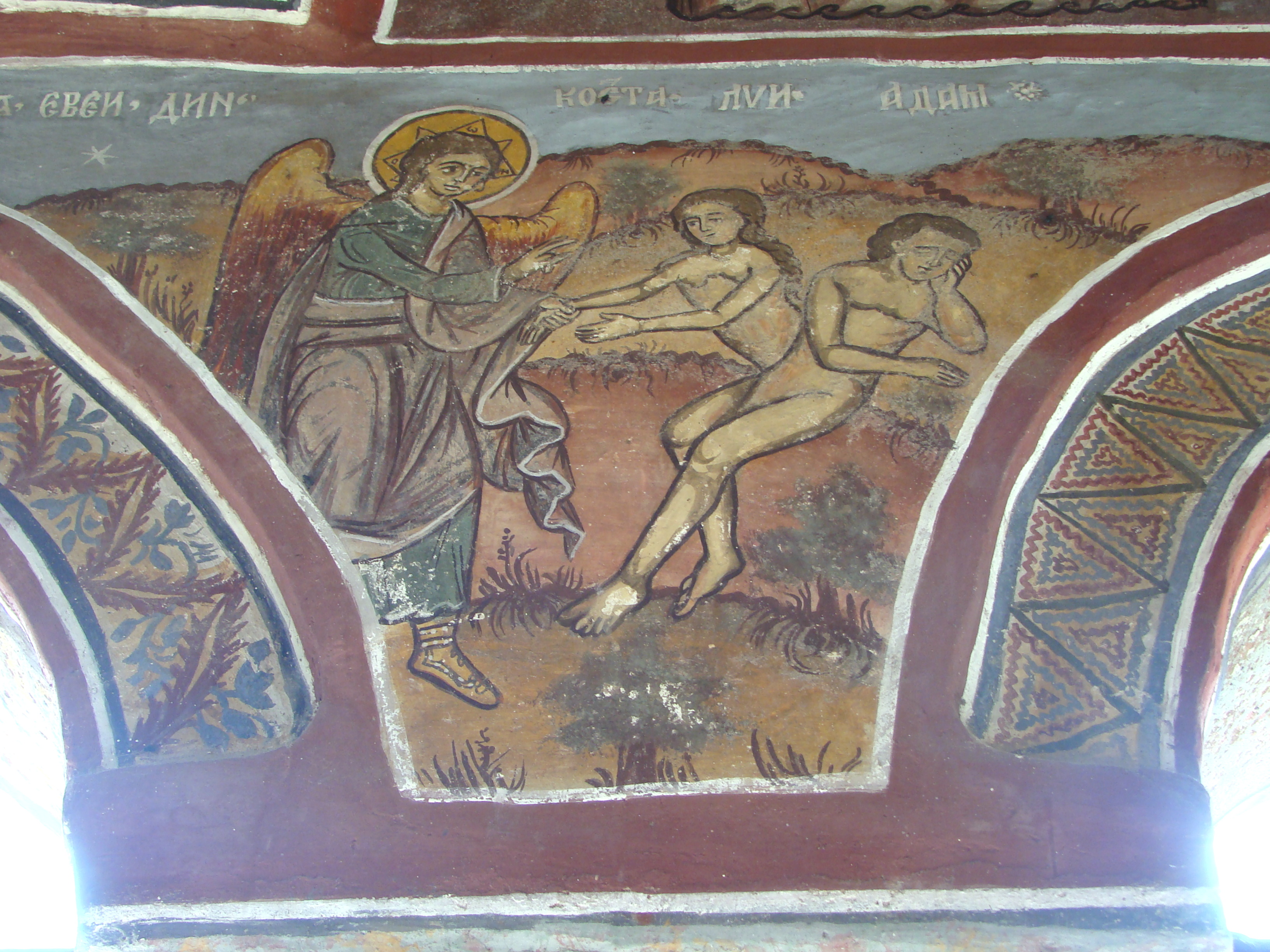
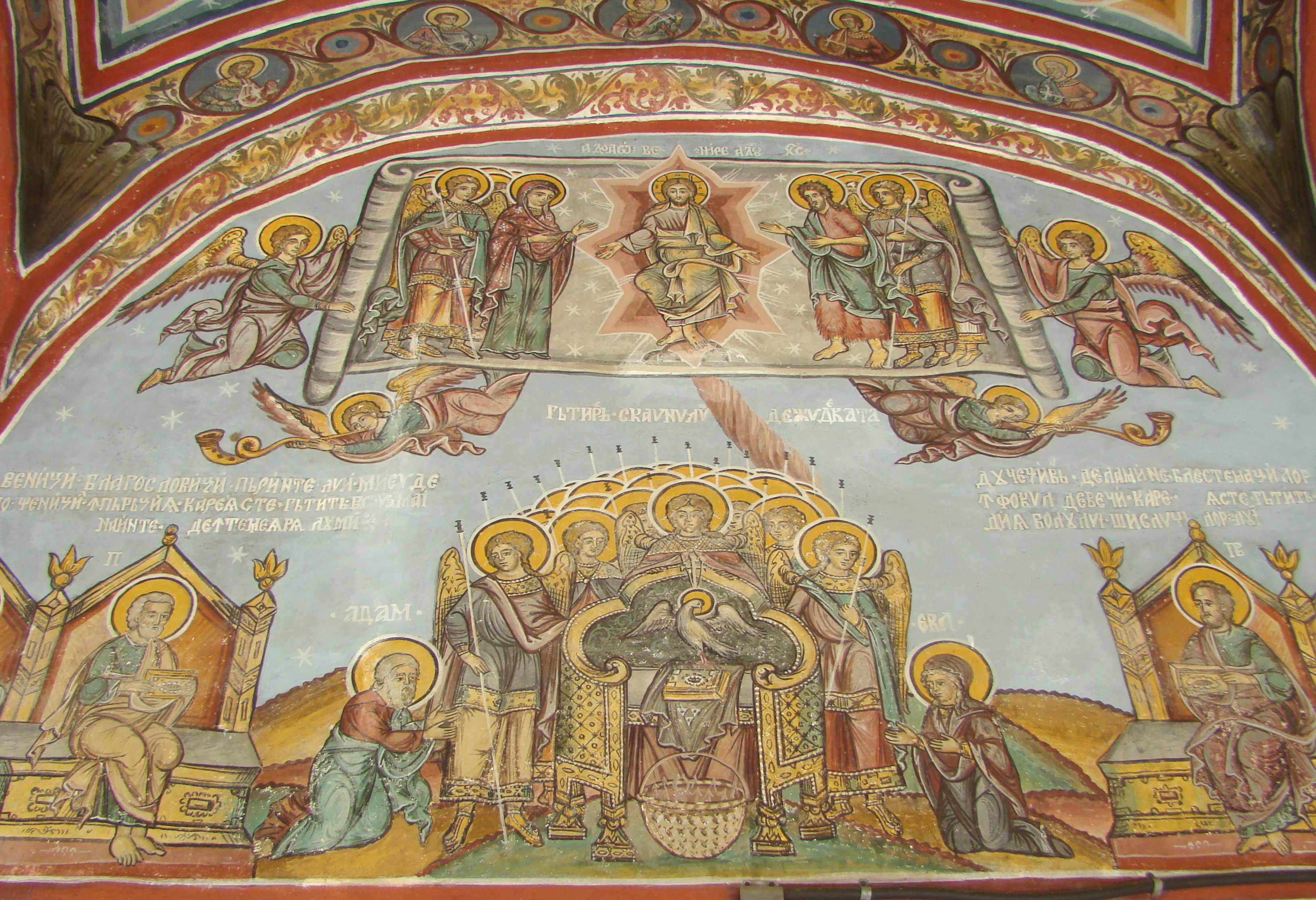
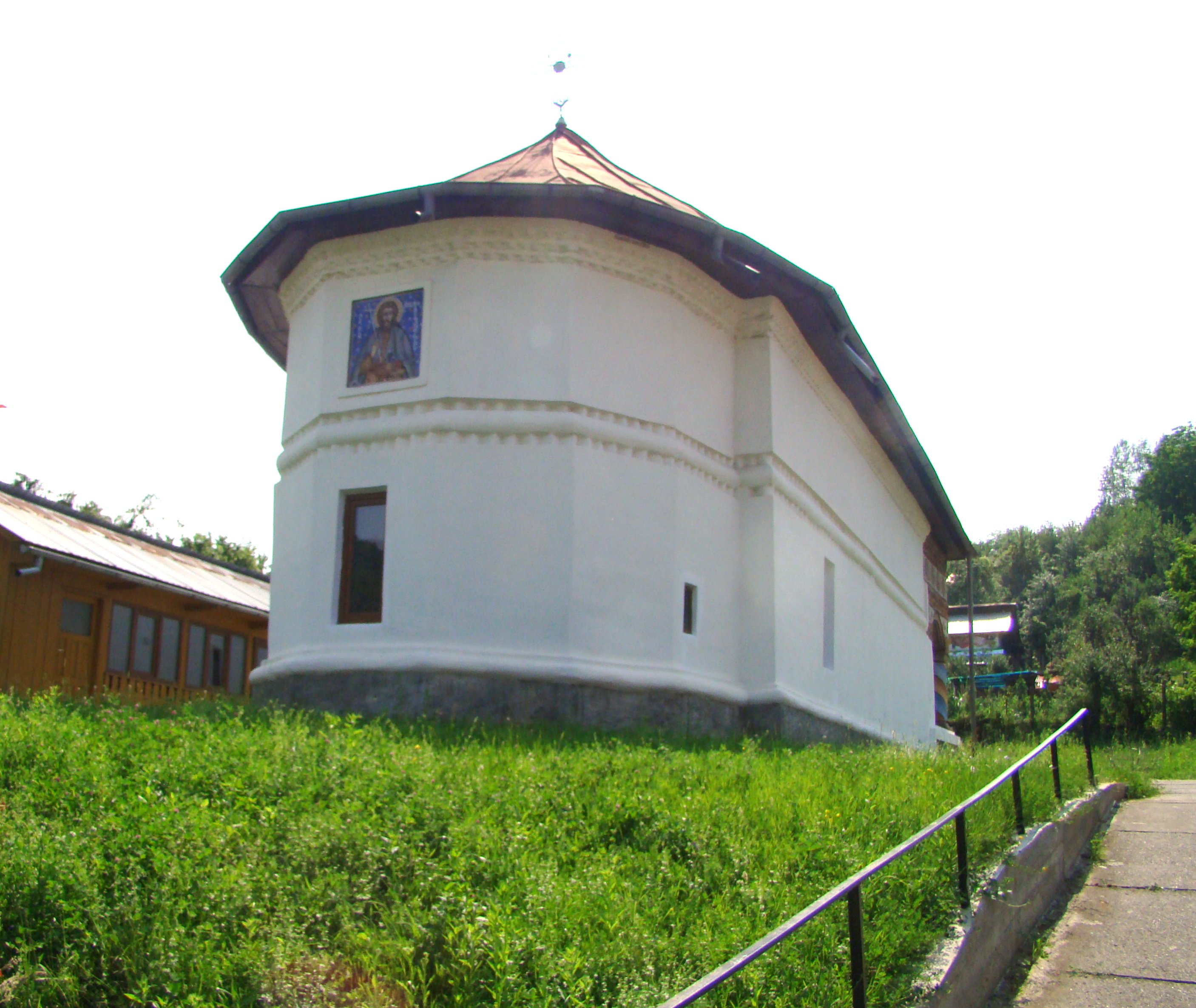
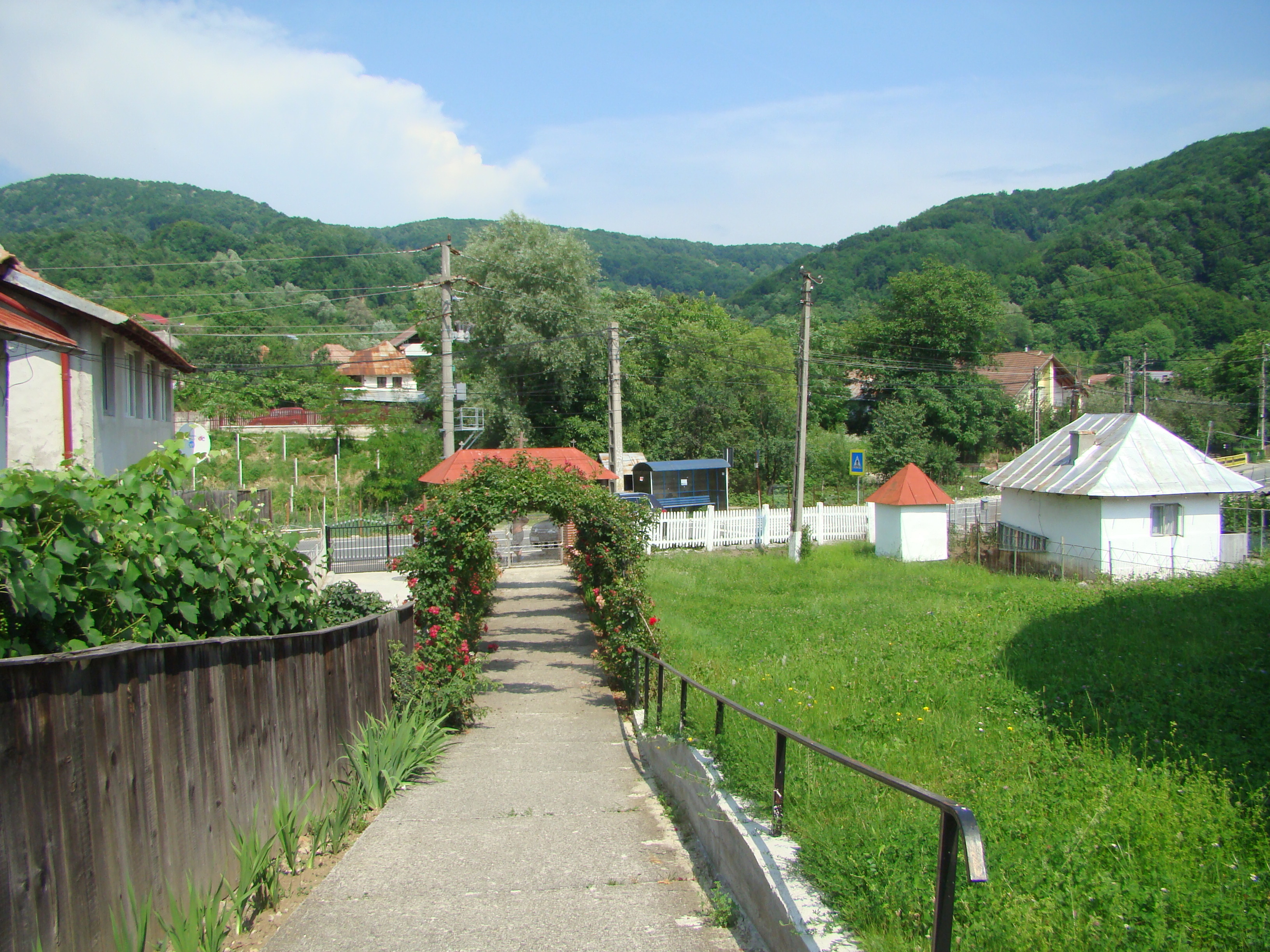
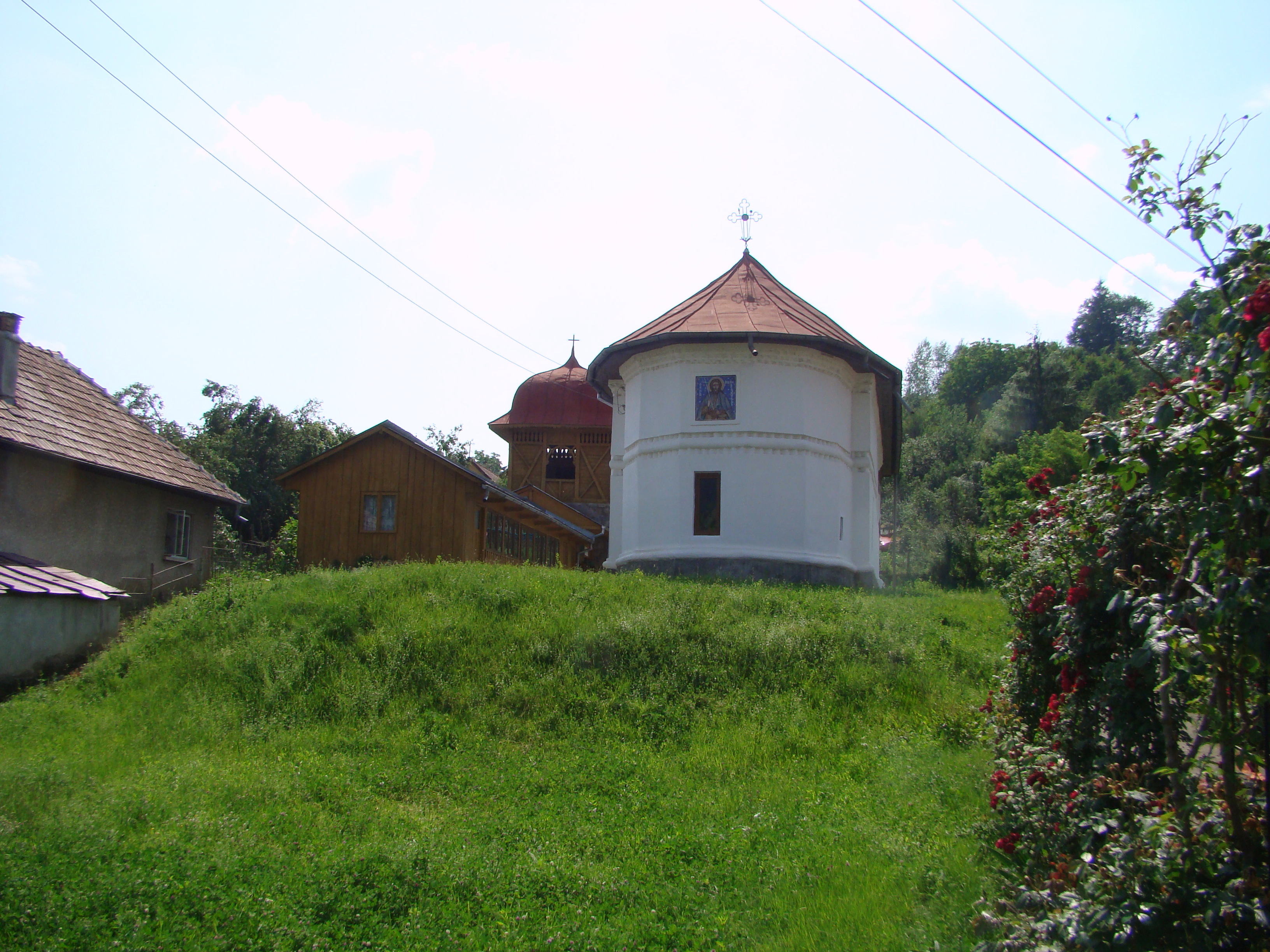